# Arte in Abruzzo
La storia dell'arte in Abruzzo in questa pagina  abbraccia vari campi culturali regionali, dall'architettura alla scultura, dalla pittura alla tessitura, parlando infine del teatro, della letteratura, e della musica.

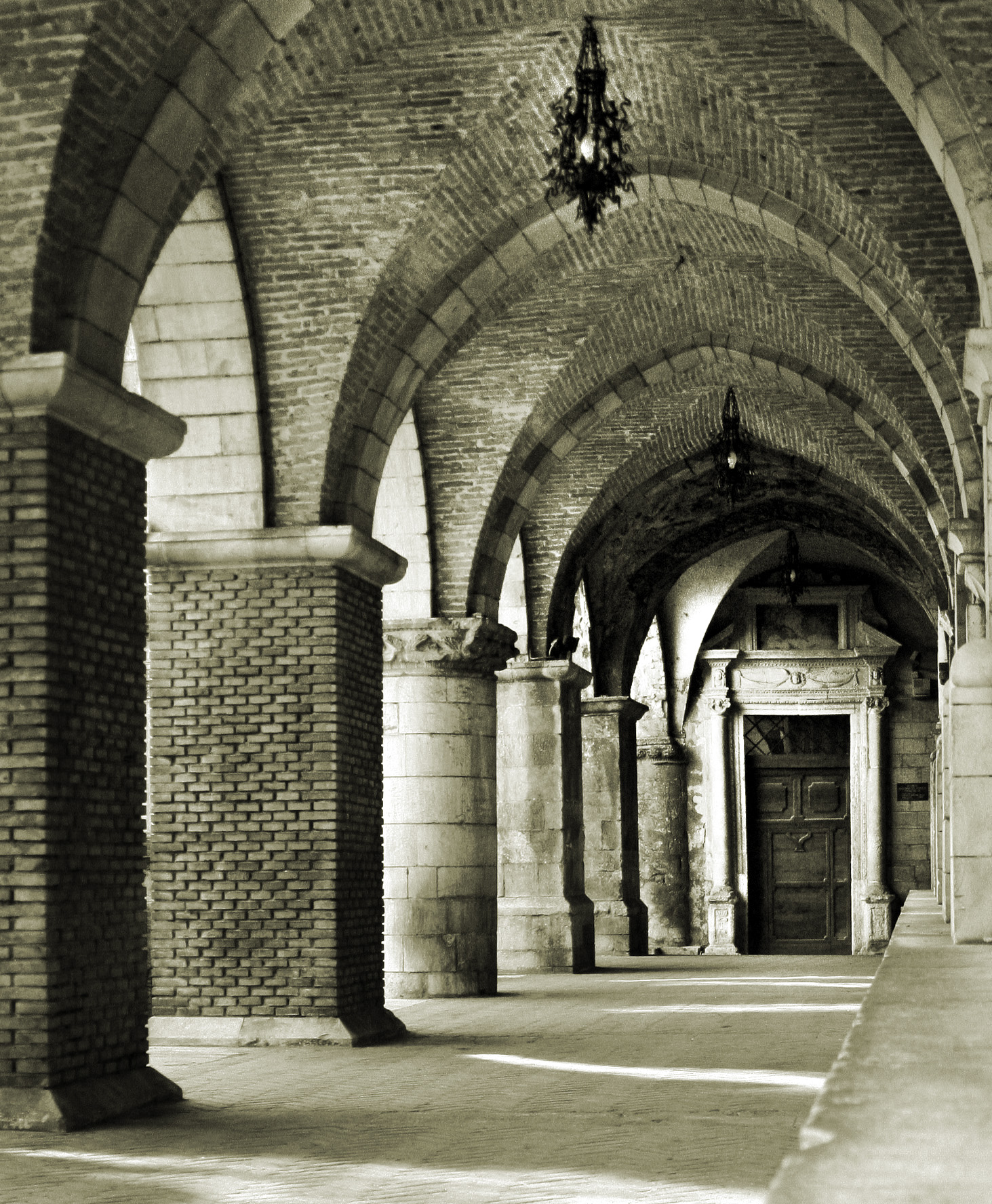
Portico di sinistra della Collegiata di Santa Maria Maggiore a Guardiagrele.

(Guido Piovene, Viaggio in Italia, 1956)

### Medioevo

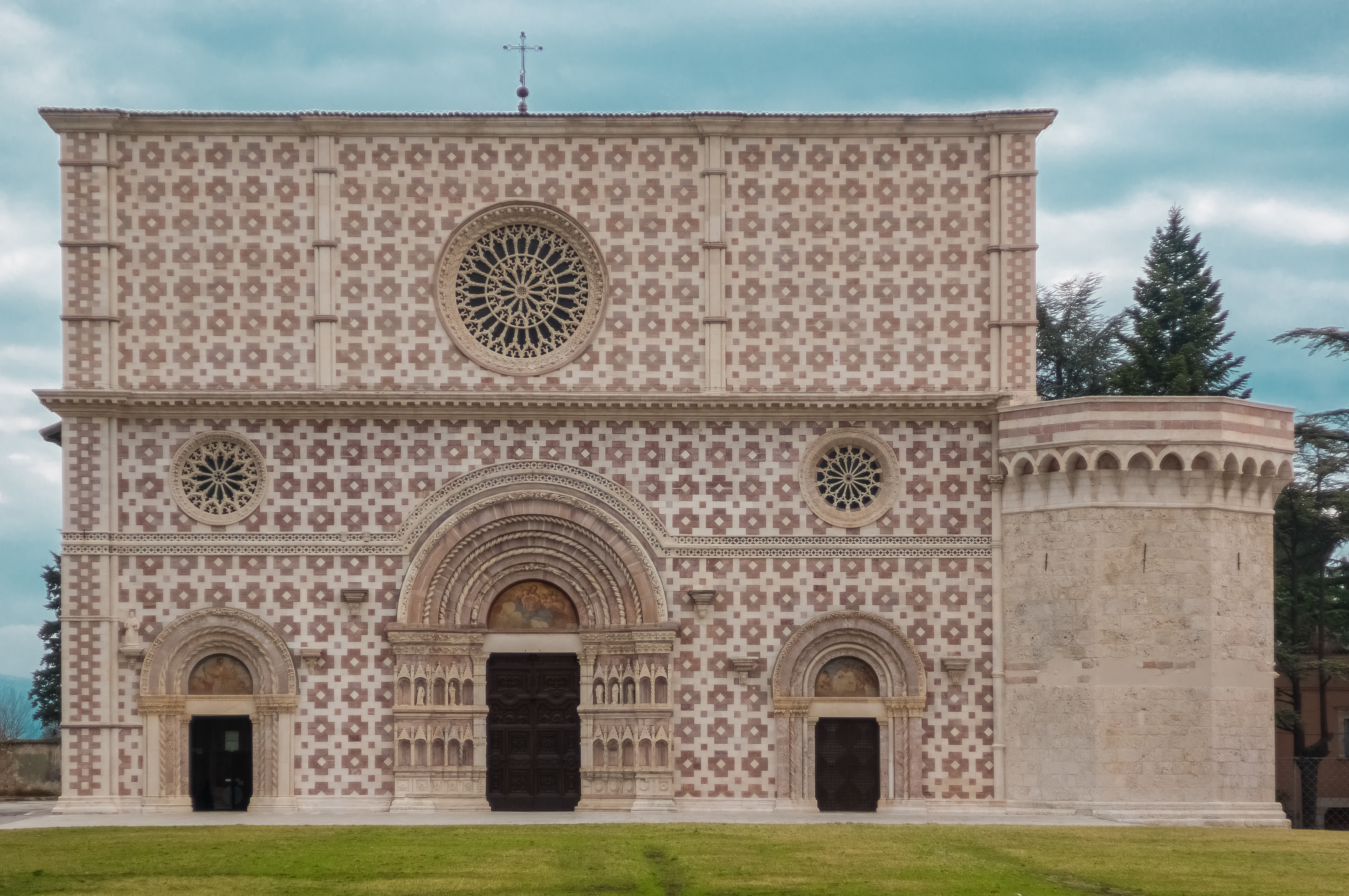
Facciata della basilica di Santa Maria di Collemaggio

## Architettura

### I modelli di San Clemente e San Liberatore alla Majella
Il romanico in Abruzzo si diffuse tra l'XI secolo e il XIV secolo. Questo stile fu utilizzato per il restauro e la ricostruzione di complessi monastici già esistenti da secoli, come il monastero di San Benedetto in Perillis (L'Aquila), la chiesa di San Paolo di Peltuinum e l'abbazia di San Clemente a Casauria e la basilica valvense di Corfinio. Tali monasteri subirono svariati danni per mano umana (le invasioni Saracene) o a causa di terremoti, ragion per cui nel corso dei secoli XI e XII molti interventi di ripristino vennero apportati specialmente all'abbazia di Casauria e ai monasteri della Majella (San Tommaso Beckett di Caramanico Terme, San Liberatore, San Martino in Valle). Il modello fu la ricostruzione dell'abbazia di Montecassino per volere dell'abate Desiderio, un modello dunque laziale, anche se in Abruzzo, in base alle committenze e alle maestranze impiegate, questo progetto benedettino centrale non venne completamente rispettato, e anzi gli abati si concentrarono sul fasto, sull'interpretazione libera del modello, sicché molti esempi romanici, alludono alla maniera lombardo-ticinese. Oltretutto San Clemente a Casauria sembrerebbe in alcuni punti essersi ispirata al modello pugliese della chiesa del Sepolcro di Brindisi, mentre lo stile pugliese, con tocchi marcatamente orientali, è visibile sia nella chiesa di Santa Maria in Valle Porclaneta (nella Marsica) e nell'abbazia di San Giovanni in Venere sulla costa teatina.

### Il romanico dell'area aquilana
Nella zona aquilano-vestina gli esempi più importanti sono il complesso della chiesa di Santa Maria di Bominaco, con l'oratorio di San Pellegrino, sorta nel luogo della primitiva chiesa dove venne sepolto nel IV secolo il tal Pellegrino,la chiesa di San Paolo di Peltuinum a Prata d'Ansidonia, l'abbazia di Santa Lucia a Rocca di Mezzo e la chiesa di Santa Maria ad Cryptas presso Fossa; nelle zone marsicane e peligne, le facciate della Cattedrale di San Panfilo di Sulmona, del Duomo di Corfinio, della chiesa di Santa Maria della Tomba, sempre a Sulmona, gli interi complessi della chiesa di Santa Maria in Valle Porclaneta a Rosciolo dei Marsi e della Basilica dei Santi Cesidio e Rufino a Trasacco.

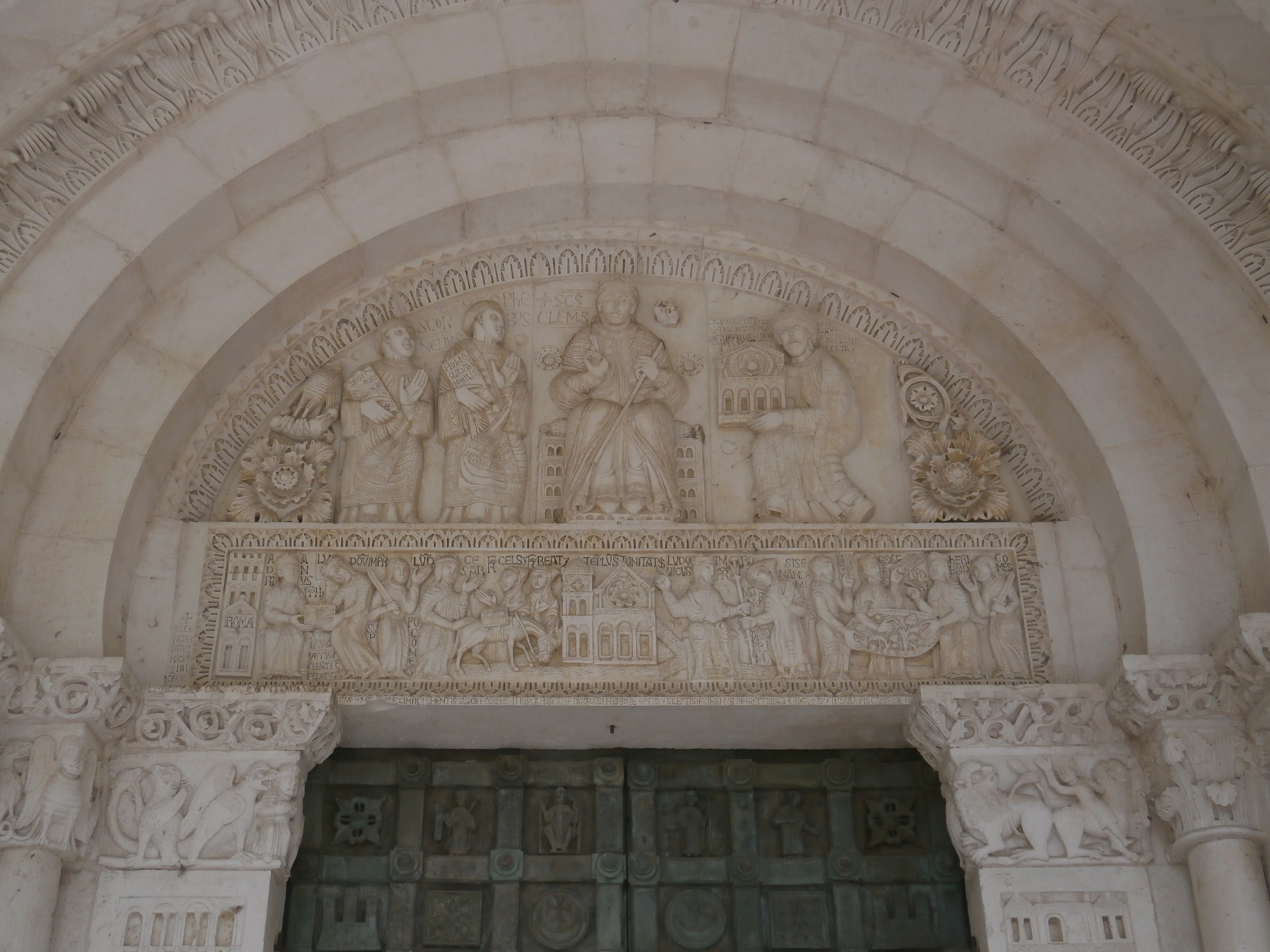
Il portale di San Clemente a Castiglione a Casauria

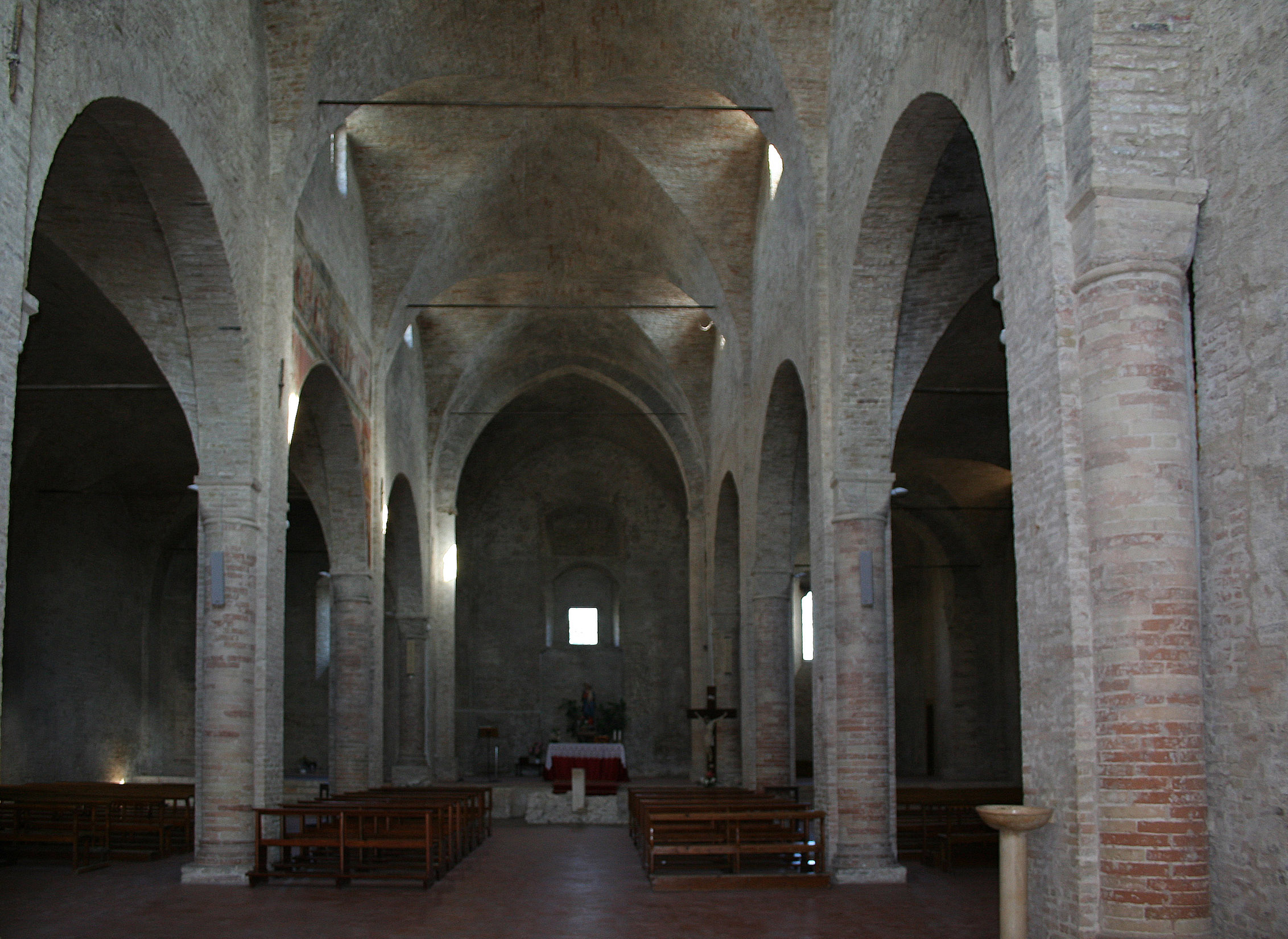
Interno della chiesa di Santa Maria di Propezzano

### Il romanico teramano
Nel teramano gli esempi più importanti sono la stessa Cattedrale di Teramo, realizzata ex novo nel 1158-1176, con facciata in stile romanico a salienti e tre navate, poiché la vecchia chiesa di Santa Maria Aprutiensis non era più adatta a svolgere le funzioni principali di sede diocesana, in seguito i complessi della chiesa di San Clemente al Vomano, della Cattedrale di Atri (solo l'esterno), della chiesa di Santa Maria di Propezzano, della chiesa di Santa Maria di Ronzano, della chiesa di San Giovanni ad insulam (Isola del Gran Sasso) e della chiesa di Santa Maria a Vico.
Nel pescarese invece si hanno gli esempi dell'esterno del Duomo di Penne(il portale, in quanto la facciata è una ricostruzione del 1947), della chiesa di Santa Maria del Lago a Moscufo e della chiesa di Santa Maria Maggiore a Pianella, oltre alla già citata Badia di Casauria.

### Il tardo romanico aquilano
Nella fascia territoriale dell'Aquila, nonché nel capoluogo stesso, dal XIII secolo si sviluppò un romanico particolare, ancora oggi ammirabile nella maggior parte delle facciate delle chiese principali, come la Basilica di Santa Maria di Collemaggio, edificata nel 1287 per volere di Celestino V, con la caratteristica facciata a tre rosoni, e mattonelle bicrome in rosso e bianco, che rappresentano i colori civici della città,seguita dalla chiesa di Santa Maria Paganica, la chiesa di San Pietro a Coppito, la chiesa di San Marciano, la chiesa di Santa Giusta (le quattro chiese maggiori dei rispettivi rioni storici) e la chiesa di San Silvestro, benché tali facciate delle chiese sparse nel rioni della città e nei borghi circostanti della conca vestina siano dozzine e dozzine. Sostanzialmente la facciata aquilana è a coronamento orizzontale, in pietra bianca del Gran Sasso d'Italia, con portale strombato ad arco a tutto sesto con lunetta affrescata, sormontato da un rosone a raggiera in asse.
Il romanico fu utilizzato dagli architetti sin dai primi tempi della nascita dell'Aquila, nel 1254, esistendo già delle chiese come Santa Maria d'Acculi (attuale chiesa delle Clarisse), San Nicola d'Anza e San Giorgio (prima sede della cattedrale). Dopo i terremoti del 1315 e del 1349 molte chiese dovettero essere ricostruite daccapo, tuttavia tracce di fregi e portali del XIII secolo sono ancora oggi leggibili presso la chiesa di San Marco, la chiesa di San Domenico (lato ex oratorio), la chiesa delle Clarisse, la chiesa di Sant'Apollonia o delle Bone Novelle, la chiesa di Sant'Antonio fuori Pota Barete, la basilica di Collemaggio: la Porta Santa laterale.
Il romanico molto tardo della metà del XIV secolo tuttavia rispettò perfettamente i canoni del movimento, inoltre contribuì alla realizzazione di uno stile tipico per le chiese aquilane: una facciata a coronamento orizzontale, o quadrata, con un rosone centrale o un oculo, tre portali di cui quello centrale maggiore, riccamente strombato con fregi e modanature, o un solo portale, a seconda dell'importanza e del prestigio della chiesa.

### Il gotico abruzzese

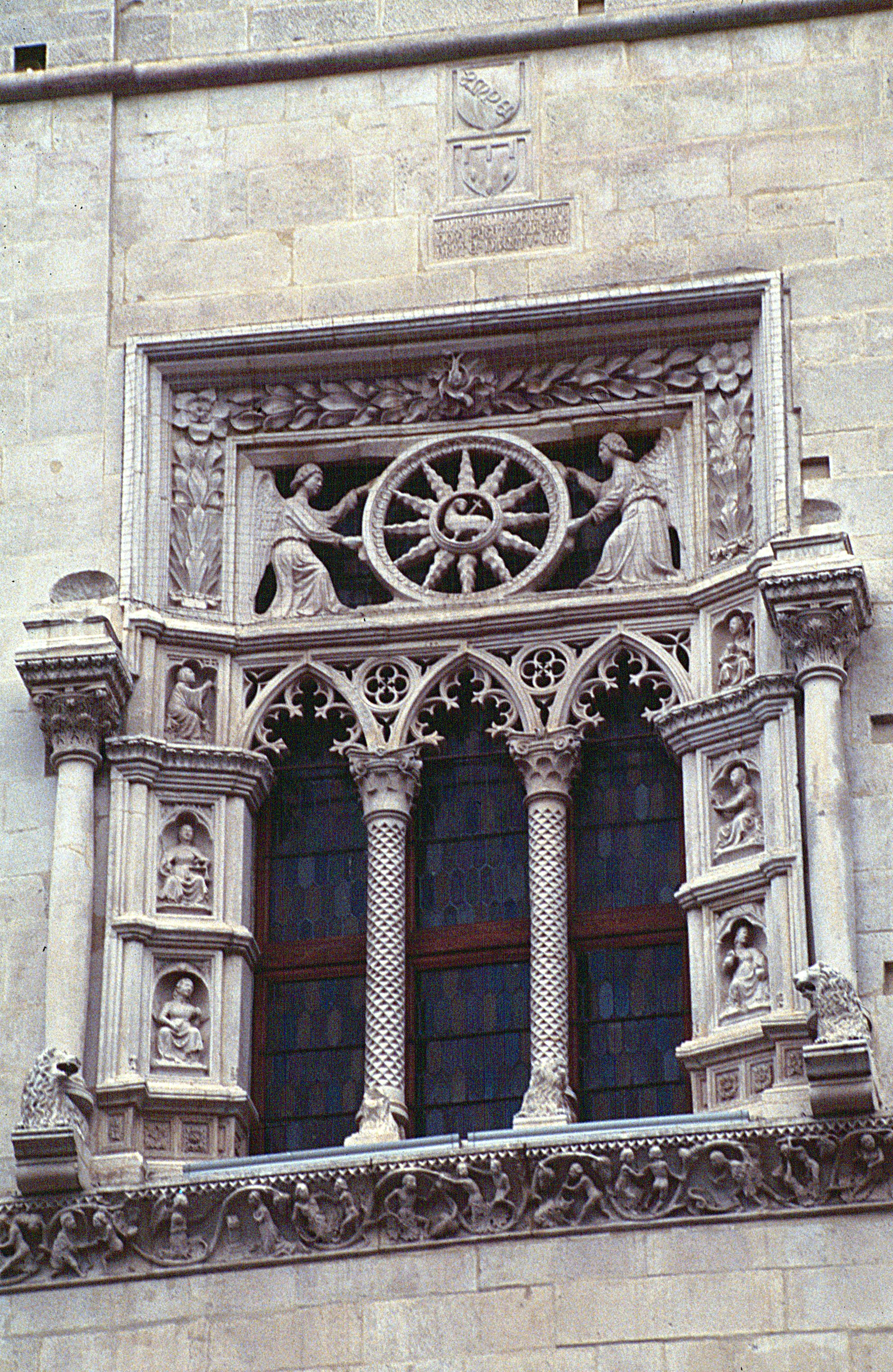
Finestra trifora del Palazzo Annunziata di Sulmona

Il gotico in Abruzzo si manifestò nei primi anni del Trecento, almeno per le testimonianze oggi tangibili, poiché sicuramente venne impiegato una trentina d'anni prima, tra il 1268 e il 1269, quando salì al potere Carlo I d'Angiò a Napoli. Carlo, sconfitto Corradino di Svevia a Tagliacozzo, ricompensò la città neonata dell'Aquila per gli aiuti militari, e fece dapprima erigere l'abbazia di Santa Maria della Vittoria ai piedi di Scurcola Marsicana, poi all'Aquila fece costruire il monastero della chiesa di Sant'Agostino, con convento degli Agostiniani, sede della Prefettura dal XIX secolo sino al 2009. Carlo I s'interessò anche di Sulmona, città già molto cara alla casa di Svevia, poiché nel 1256 Manfredi di Sicilia aveva fatto erigere il monumentale acquedotto medievale in Piazza Maggiore, una delle opere d'ingegneria idrica più interessanti del centro-sud italiano.
Già questo acquedotto può considerarsi un perfetto esempio del gotico abruzzese, che nei primi aspetti di chiese e palazzi, ebbe ancora chiaramente l'influsso romanico, e come il romanico, perdurò sino al XV secolo, durante la ricostruzione di Sulmona post sisma 1456.
A causa dei terremoti, non è possibile vedere i due complessi monastici di Sant'Agostino all'Aquila e San Francesco a Sulmona nel loro aspetto originario, poiché l'ultima catastrofe tellurica del 1706, ha indotto, insieme al grande terremoto aquilano del 1703, alla ricostruzione barocca dei siti, lasciando pochi elementi delle strutture precedenti. Dunque le prime presenza del gotico in Abruzzo sono attestate dalla costruzione cistercense dell'abbazia di Santa Maria d'Arabona di Manoppello, e dal restauro dei portali della Cattedrale di San Tommaso Apostolo di Ortona e della chiesa di Santa Maria della Civitella a Chieti, insieme ovviamente al coevo portale di Sant'Antonio abate.
Parlando di Santa Maria in Arabona, essa rappresenta la costruzione d'ordine cistercense meglio riuscita nel territorio abruzzese. 

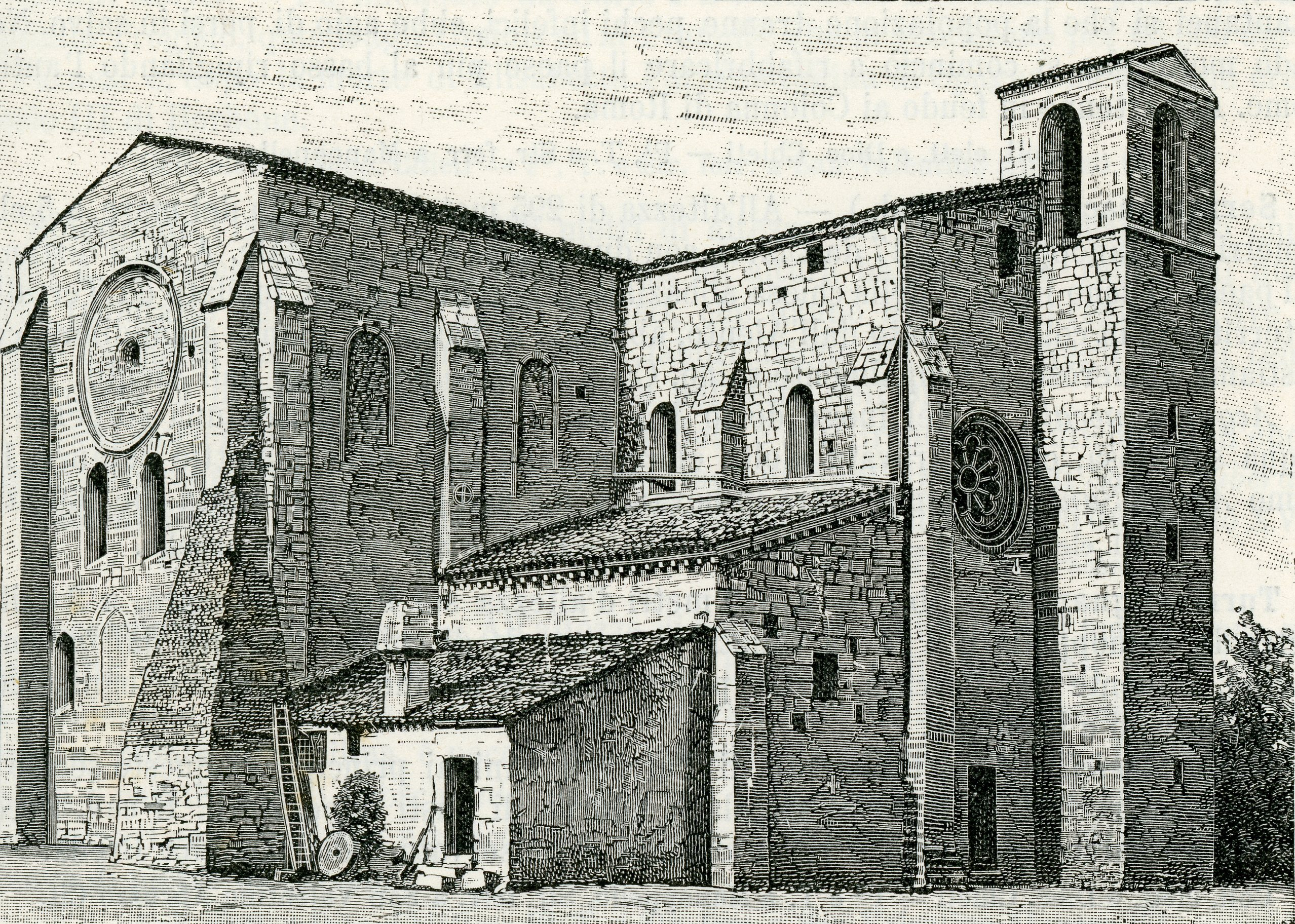
Santa Maria d'Arabona in un disegno ottocentesco

### Il Rinascimento
La presenza di re Ladislao di Durazzo in Abruzzo, che governò sull'Aquila dal 1400 al 1414, comportò la repressione delle lotte delle famiglie Camponeschi e Bonagiunta, e gli inizi della ricostruzione della chiesa di Santa Giusta nel quartiere omonimo, di cui è parrocchia. Dal 1414 al 1435 regnò Giovanna II di Napoli, nel 1415 venne fondato da Giovanni Stronconi il convento di San Giuliano nei pressi dell'Aquila, con il beneplacito di San Bernardino da Siena e San Giovanni da Capestrano, considerato il primo dei Frati Osservanti d'Abruzzo. Nel 1240 Braccio da Montone, condottiero della regina Giovanna, divenne signore di Teramo, carica che mantenne sino alla morte nel 1424, mettendo a freno i disordini cittadini; nel contempo Luigi III d'Angiò combatté contro Alfonso d'Aragona, gli avvenimenti di questa guerra si riscontrano intorno Napoli, occupata dagli Aragonesi, mentre all'Aquila, stretta d'assedio da Braccio dal 1423, si oppose una valida resistenza durante l'assedio, con una colazione composta dalle truppe di papa Martino V, Jacopo Caldora, Muzio Attendolo Sforza, assedio vinto il 2 giugno 1424 contro Braccio, che morirà per le ferite.
Nel 1432 venne eretto nella chiesa di San Biagio all'Aquila in stile gotico il monumento sepolcro a Pietro Lalle Camponeschi, opera di Gualtiero d'Alemagna, mentre l'orafo e scultore Nicola da Guardiagrele eseguiva il Paliotto mirabile dell'altare maggior della Cattedrale di Teramo. Dal 1435 al 1442 Renato d'Angiò, personaggio che si collega al cattolicesimo abruzzese, nel 1438 ascoltò le prediche di San Bernardino all'Aquila, dove morì. Nel 1441 Giovanni Orsini venne nominato feudatario di Tagliacozzo e di Albe, nel 1442 a seguito di una guerra vinta contro Carlo d'Angiò, Alfonso I d'Aragona divenne re di Napoli, regnano sino al 1448.

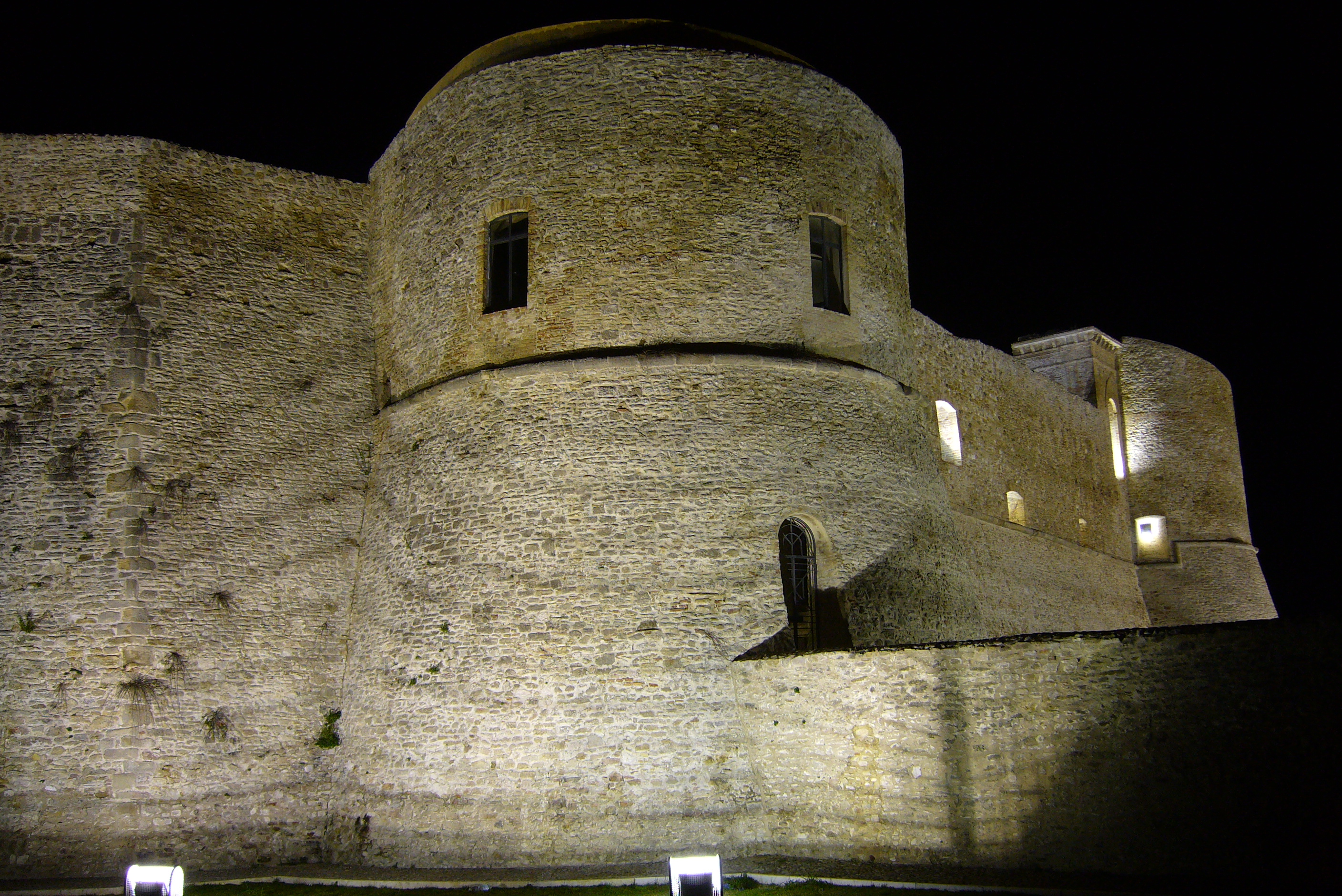
Il castello aragonese di Ortona (1448-1452 ca.)

Date importanti sono il 1443, quando Alfonso suddivise il Regno di Napoli in 12 province, nominò Chieti capoluogo degli Abruzzi Citra e Ultra, dove il fiume Pescara è il confine tra le due sottoprovince. Il 1444 poi, quando morì San Bernardino, e il 1445, quando Alfonso fece costruire ai confini degli Abruzzi con le Marche la fortezza di Civitella del Tronto  . L'attività del sovrano venne completata allorché riordinò tutte le antiche disposizioni e consuetudini riguardanti la pastorizia e la transumanza nel Regno di Napoli, formando un'amministrazione particolare denominata "Dogana della mena delle pecore in Puglia", con sede a Foggia. Con tale atto fu favorita la transumanza delle montagne e regolarizzata, sino al Tavoliere delle Puglie dall'Aquila, da dove il grande tratturo partiva dalla basilica di Santa Maria di Collemaggio.
Nello stesso anno fu costruito l'ospedale di San Salvatore all'Aquila, presso l'ex convento di Sant'Agnese, voluto fortemente da San Giovanni di Capestrano il quale nel 1448 fondò anche il convento di San Francesco a Caramanico Terme, mentre a Ortona il vecchio fortino Caldora veniva notevolmente potenziano, assumendo l'attuale connotazione del Castello Aragonese
Nel 1454 vengono intrapresi lavori della fabbrica della basilica di San Bernardino all'Aquila, lavori bloccati dal grave terremoto del 1461, e successivamente riportati in opera dal maestro Nicola Filotesio di Amatrice, che realizzò la pregevole facciata. In questo periodo nella grande piana di Navelli si sviluppò la coltivazione dello zafferano, che dette all'Aquila notevoli benefici. Nel 1457 venne conclusa la costruzione dell'ospedale aquilano del convento di Sant'Agnese, nel 1459 dopo un forte terremoto, si riprese come detto la costruzione del cantiere di San Bernardino, durante il regno di Ferrante d'Aragona. Dopo il terremoto del 1461 si procedette alla sistemazione idrica aquilana mediante un grande acquedotto, che sostituiva il precedente romano, e vennero risistemate le fontane pubbliche, venne istituito il Monte di Pietà dal frate Giacomo della Marca, mentre il Comune devolvette per 10 anni la gabella dello zafferano di Navelli per finanziare il cantiere di San Bernardino.

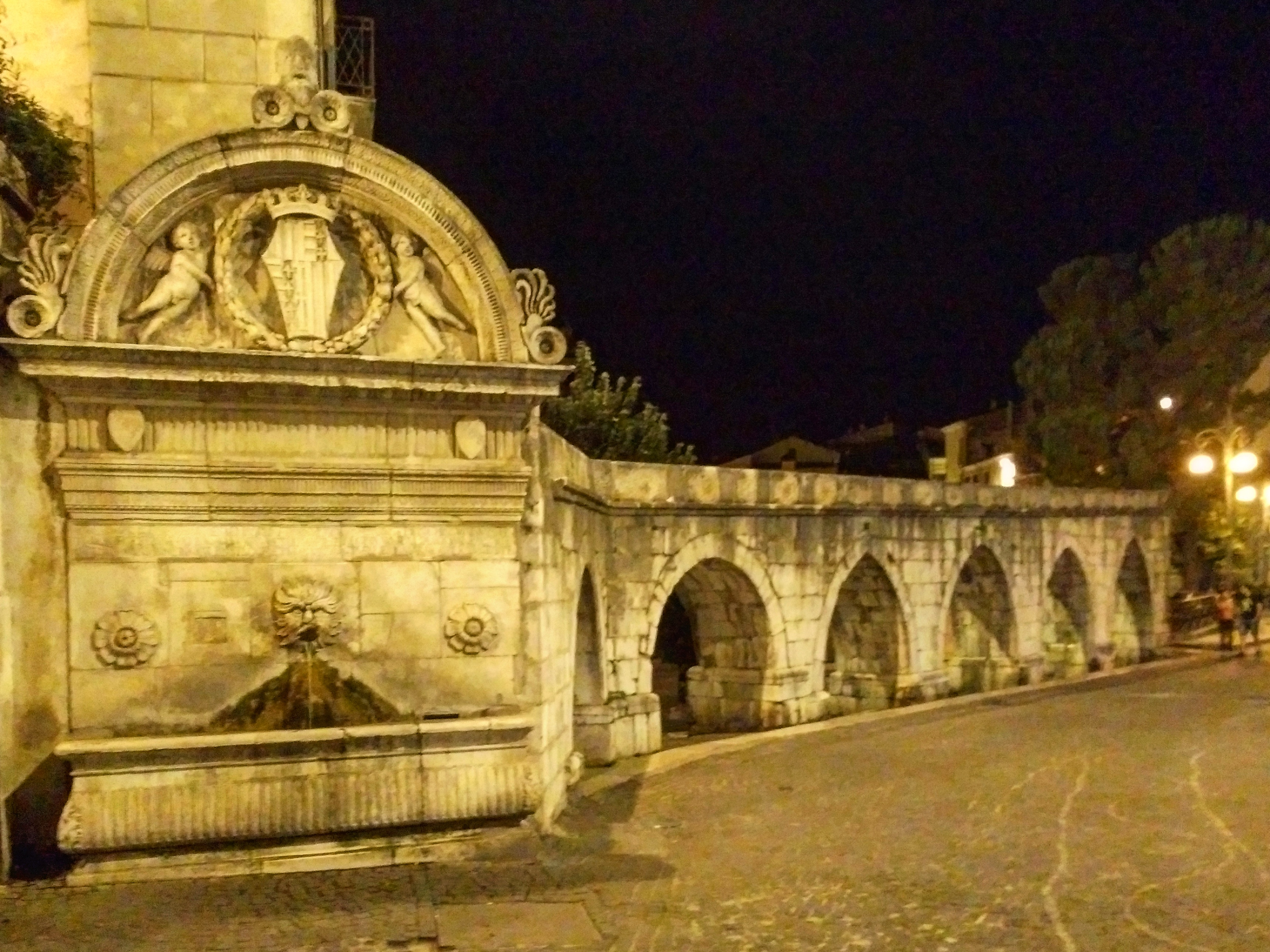
La Fontana del Vecchio a Sulmona, con lo stemma aragonese (1474)

### Barocco e tardo barocco
Del barocco abruzzese, che iniziò ad essere introdotto già nel XVII secolo, all'Aquila, Teramo, Lanciano e Vasto, rimane molto poco. Un fatto è dovuto alle distruzioni catastrofiche nell'aquilano e nel sulmonese provocate dai terremoti, con l'aggiunta della distruzione di molti centri della Marsica con il terremoto di Avezzano del 1915; il secondo fattore è dovuto al fatto di ricostruzione totale degli impianti di diverse chiese non toccate dai terremoti, per decisioni di arcipreti, vescovi, e altri. E ciò ha riguardato molte chiese di Chieti, Lanciano, che prima erano state soltanto abbellite parzialmente da aggiunte barocche nel XVII secolo, e che nel secolo successivo furono ricostruite quasi daccapo nell'impianto e nell'impaginato architettonico decorativo, con stucchi, pennacchi, fregi, colonnati a capitelli mistilinei e corinzi, e quant'altro.
L'unico vero esempio di architettura barocca, risalente alla metà del XVII secolo, è la chiesa del Carmine con il relativo palazzo vescovile di Vasto, commissionata dal don Diego d'Avalos, con l'interessante impianto a croce greca longitudinale, lievemente allungata, seguita dalla chiesa dell'Addolorata in piazza Rossetti.

### La ricostruzione dopo i terremoti del 1703 e del 1706
L'Aquila e Sulmona furono le città maggiormente colpite, e dovettero ricostruire quasi daccapo molte chiese, conventi e palazzi. La maggior parte di queste chiese, nell'aquilano, si impostarono su un modello romano, dove vigevano le scuole dei Gesuiti, del Borromini, del Bernini e del Fantoni, i cui modelli servirono per l'edificazione delle chiese, come la chiesa del Gesù, di Sant'Agostino, di San Pietro Coppito, del Duomo di San Massimo, della chiesa delle Anime Sante, dell'interno della chiesa di San Bernardino, della chiesa di San Francesco.
L'influenza di Borromini, Bernini e Della Porta si estese anche fuori dalla città aquilana, propagandosi nel circondario, fino a Sulmona, che nella ricostruzione dopo il terremoto della Majella, subì maggiormente l'influenza napoletana. Due casi particolari sono la chiesa di San Giovanni a Campana di Fagnano Alto, vicino all'Aquila, la chiesa ottagonale di Santa Maria della Concezione vicino a Poggio Picenze, e infine la chiesa di Santa Caterina martire a Sulmona, per certi versi impostata su in impianto circolare-ellittico simile alla chiesa di Santa Caterina dell'Aquila, su piazza San Biagio.
Quanto all'architettura civile, molti palazzi aquilani furono ricostruiti daccapo, lasciando invariati i colonnati, che poco o male, si erano conservati dopo la distruzione tellurica, come quelli dei palazzi Cappa-Cappelli, Dragonetti, Lucentini Bonanni, Persichetti, Farinosi Branconi e Franchi Fiore. Invece l'intervento dei nuovi architetti a Sulmona sarà più incidente nelle vecchie architetture, comportando delle ricostruzioni ex novo, sicché oggi abbiamo pochissime testimoniane dei chiostri medievali e rinascimentali; l'esemplare più notevole è il cprtile del palazzo Tabassi, appartenuto alla storica famiglia molto fedele a Federico II di Svevia.

### Neoclassicismo ed eclettismo

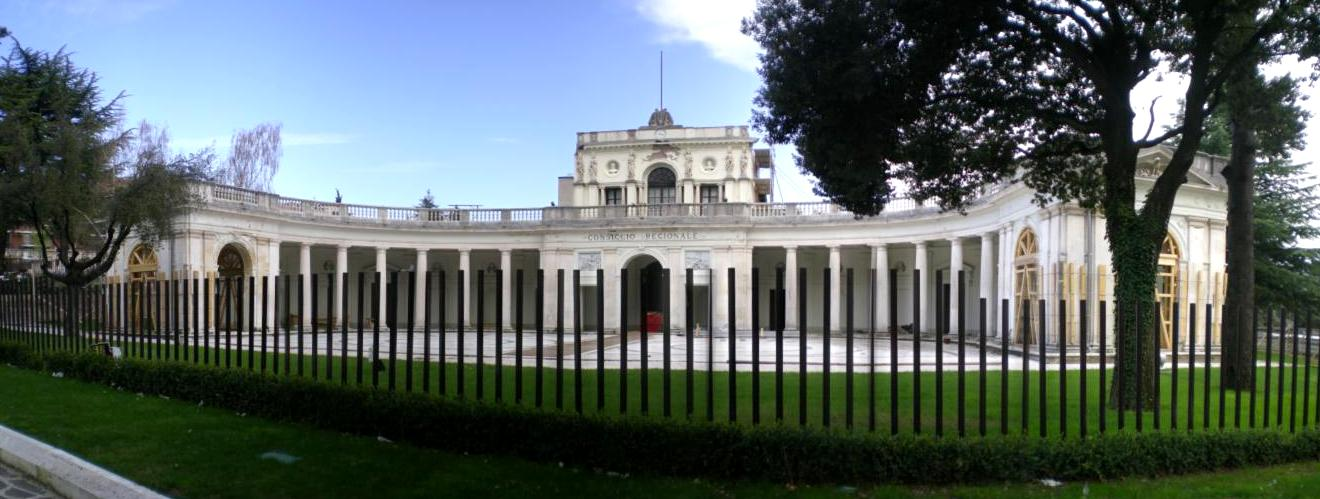
L'Emiciclo all'Aquila, di Carlo Waldis.

Nella seconda metà del XIX secolo il neoclassicismo entrò in Abruzzo. Nella maggior parte dei casi venne utilizzato come completamento e decorazione di architetture religiose che necessitavano di consistenti restauri, oppure per l'edificazione dei palazzi di rappresentanza delle principali città entrate nel neocostituito Regno d'Italia. Nell'architettura civile soprattutto pochi furono i casi di slancio artistico, e l'unico esemplare è il contributo di Carlo Waldis nella costruzione nel 1888 del Palazzo dell'Emiciclo sopra il vecchio convento di San Michele, all'Aquila. Il palazzo, oggi sede del Consiglio Regionale d'Abruzzo, nei lati estremi ha due bracci colonnati che a semicerchio formano un piazzale centrale, esempio unico in Abruzzo, d'ispirazione al colonnato di Bernini di San Pietro in Vaticano, e una facciata monumentale sperimentale, con ornamenti floreali e vegetali che già alludono alla successiva venuta dell'eclettismo liberty.
Come detto, nel resto dell'architettura, il neoclassicismo si occupò di comparire nei palazzi municipali, nei palazzi della Provincia, della Prefettura, e delle Poste, in certi casi anche molto tardi, alle soglie degli anni '20 del Novecento, quando già lo stile nel resto d'Italia era stato soppiantato dal liberty. Sono questi ad esempio i casi del Palazzo del Governo di Chieti costruito sopra l'antico convento di San Domenico Vecchio nel 1913, e mostra caratteri eclettici liberty-neoclassici. Sempre a Chieti, non lasciandosi ingannare dai monumentali palazzi umbertino-vittoriani del Corso Marrucino, edificati dagli anni '10 ai '20 del Novecento (Palazzo Croce, Palazzo De Felice, Palazzo delle Poste, Palazzo Lepri ex UPIM, Palazzo Banca d'Italia), altre presenza del neoclassico si hanno nel teatro Marrucino, inaugurato nel 1818, ma profondamente modificato dopo il Risorgimento con l'aggiunta della facciata nuova e dell'interno riccamente dipinto e stuccato alla maniera dei teatri d'opera; e poi il Palazzo Vergilj, oggi sede del Museo Archeologico d'Abruzzo. Il neoclassicismo religioso s'interessò di alcune chiese, soprattutto nelle contrade teatine, in città riguardò l'interno della parrocchia di Sant'Antonio abate, e di San Francesco di Paola.

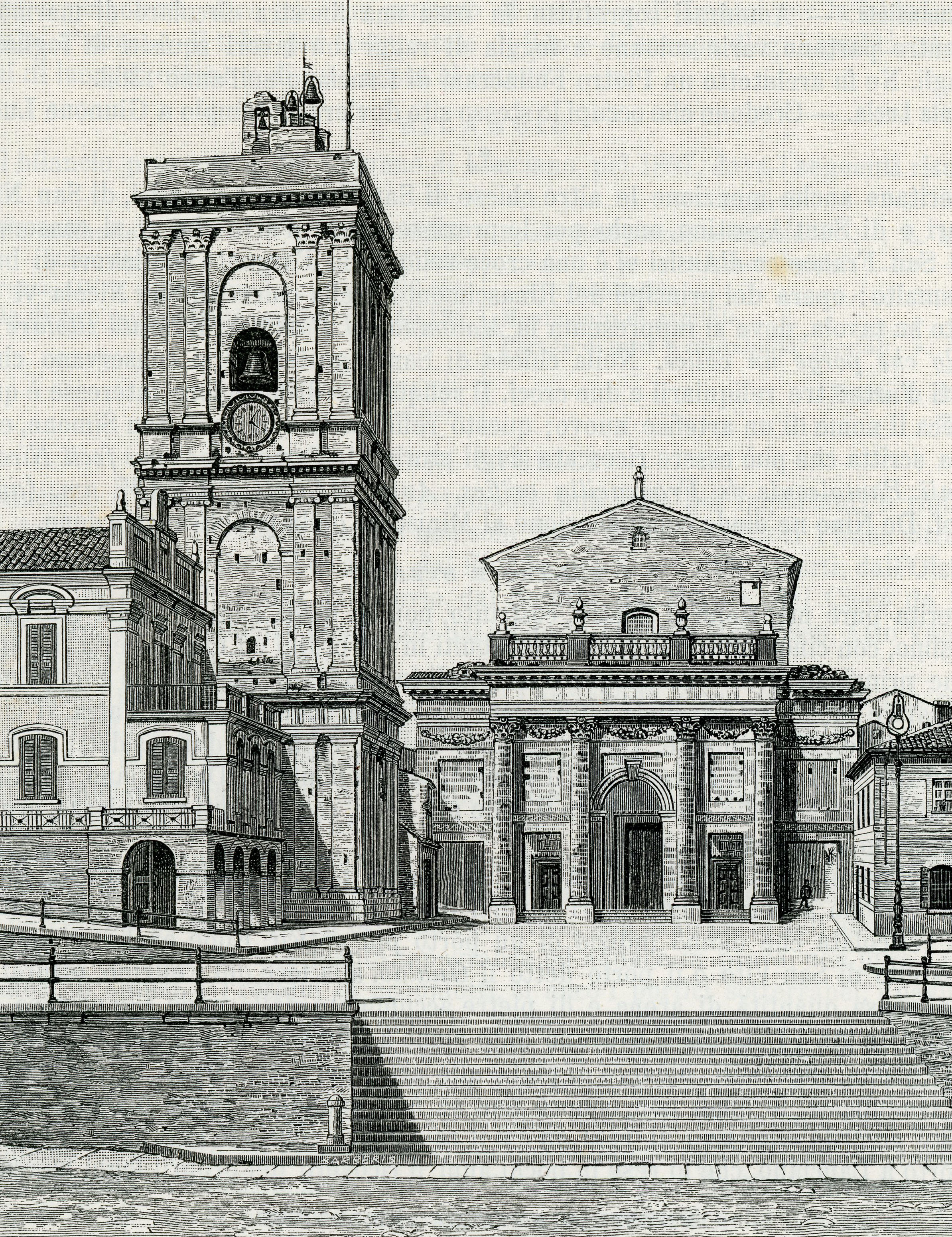
Prospetto della Basilica di Santa Maria del Ponte a Lanciano nel 1899.

A Lanciano con Filippo Sargiacomo il neoclassico fu usato dal 1856 in poi per il restauro di numerose chiese, e per la costruzione di alcuni palazzi, come il Municipio, e della monumentale facciata della Madonna del Ponte (1819). Il neoclassicismo lancianese non si distingue per particolare interesse creativo, ma anzi fu usato semplicemente per sopperire al grave degrado delle chiese storiche, come Santa Maria Maggiore e Santa Lucia soprattutto.

### Architetture novecentesca eclettica

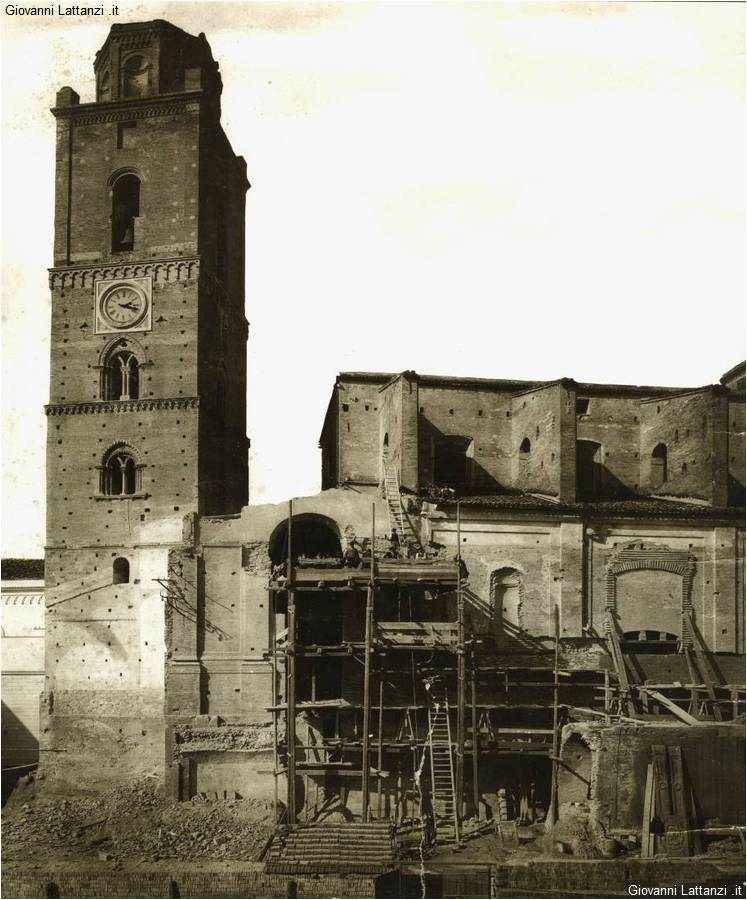
Lavori di rifacimento dell'esterno del Duomo di San Giustino a Chieti.

Alla fine dell'Ottocento e nel primo decennio del Novecento, il movimento artistico dell'eclettismo, che rimescolava nello stile "liberty" i movimenti storici del rinascimento, romanico, gotico, anche neoclassico con interpretazioni dal sapore moresco e vivace, entrò anche nell'architettura abruzzese. Inizialmente furono concepite delle ville private altoborghesi, che furono costruite nelle città maggiori, in particolare nella fascia costiera tra Teramo, Pescara e Chieti; successivamente il movimento assunse la funzione "monumentale" (appunto il monumetnalismo) durante l'inizio del regime fascista, per ricostruire i centri distrutti nella Marsica dal terremoto del 1915, e per dare lustro ai nuovi palazzi delle città della regione.
La direttrice principale fu quella del liberty che reinterpretava per i palazzi istituzionali, l'architettura rinascimentale e romanica.
Infine la terza direttrice riguardò un'interpretazione del gotico, prettamente quello abruzzese, i cui casi di maggior interesse erano delle villette presenti nella campagna tra Chieti e Pescara, distrutte dalla guerra e dalla speculazione edilizia. Una delle architetture più interessanti era Villa Sabucchi a Pescara, dove soggiornò anche Vittorio Emanuele II nel 1860, composta a forma di castello medievale con quattro grandi colonne-torri angolari, che terminavano a cuspide conica, e finestre bifore a sesto acuto.
A Chieti il caso più eclatante del neogotico abruzzesi, da una parte molto discusso, dall'altra apprezzato, è l'esterno della Cattedrale di San Giustino.
Il Duomo Teatino, prima degli anni '20 del Novecento, si presentava in forme prettamente barocche, eccetto il campanile, che oggi si presenta in tre fasce ben distinte: la base in pietra dell'antica struttura normanna, la fascia centrale gotico-rinascimentale del XV secolo, e la cuspide su tamburo ricostruita nel Novecento dopo che il terremoto del 1703 distrusse quella storica. Dunque dal 1926 agli anni '30, la cattedrale fu interessata da un massiccio lavoro di rifacimento dell'esterno, che previde la costruzione del nuovo portale d'ingresso in stile gotico, con l'arco a tutto sesto romanico, e la ghimberga maggiore in stile trecentesco, poi il loggiato laterale con archetti incrociati, del tutto assenti nella precedente costruzione, il rosone della facciata maggiore, seminascosto dal campanile, e il rosone del braccio destro del transetto che si affaccia sulla piazza, oltre alla cupola ottagonale. I segni del mancato completamento di questo imponente lavoro di trasformazione sono evidenti soprattutto nel braccio sinistro del transetto, coperto dalla mole del Seminario Vescovile, dove si trova il finestrone barocco. Lungo il lato prospiciente la piazza, furono riaperte anche delle monofore a sesto acuto.

### Eclettismo

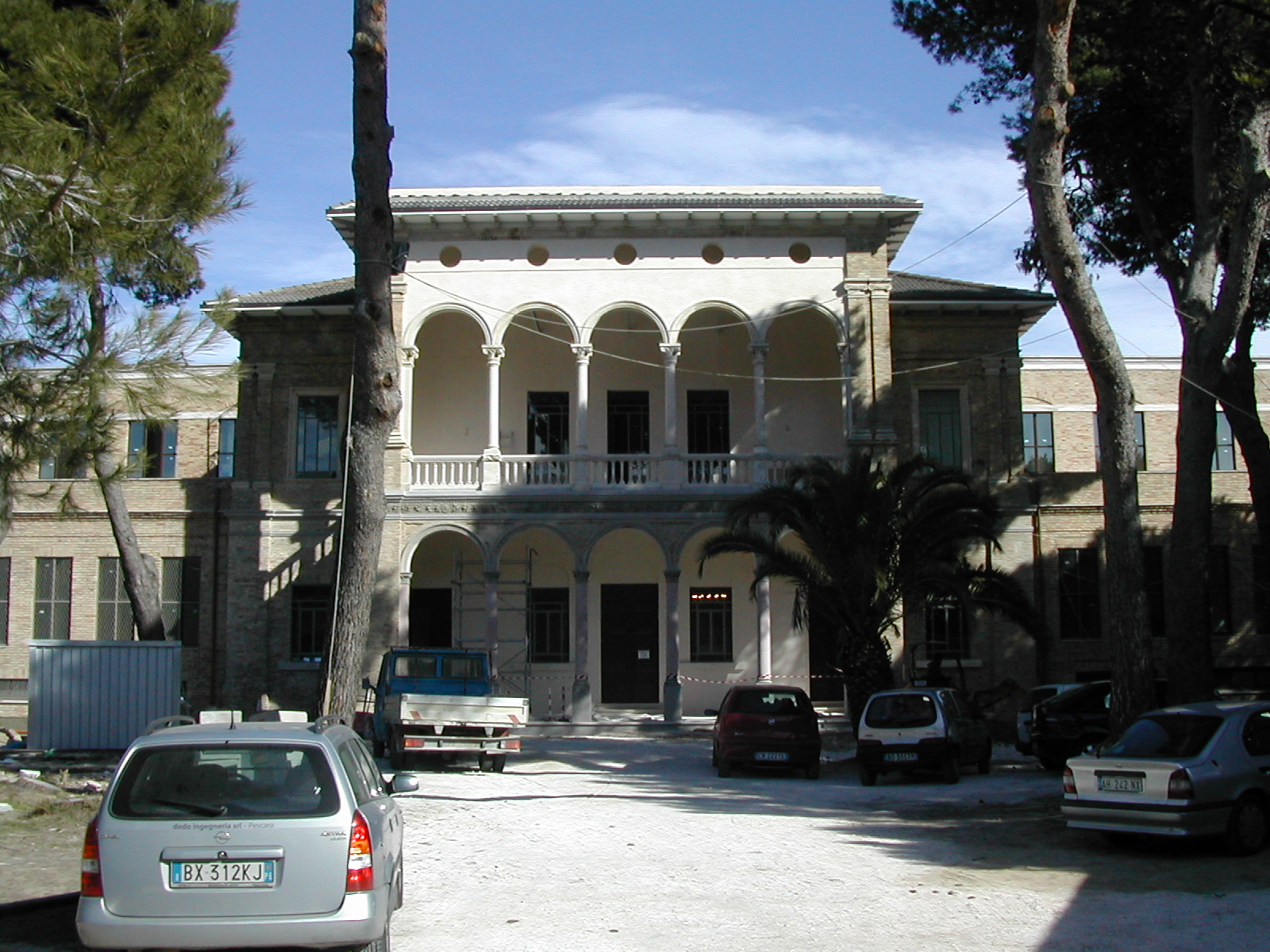
Ex Kursaal dell'Aurum a Pescara.

Il movimento artistico cercò ispirazione nella forza della linea, nel tema floreale e vegetale, nella natura in generale, negli andamenti sinuosi dei tralci e nelle figure fitomorfe, animali e umane, combinate a volute, a elementi di fantasia oppure a quelli iconici e stilistici derivanti dall'arte giapponese. Nella decorazione delle architetture si trovano materiali nuovi, come il cemento armato in sostituzione della pietra, successioni ritmiche di elementi ricorrenti come le piastrelle in maiolica; ma è nelle ringhiere in ferro battuto che la ricerca artistica prende distanza, abbandonando il modello sulmonese-pescolano dell'epoca barocca.
Il liberty fu applicato in Abruzzo a tutte le discipline, dall'architettura alla pittura e alla scultura, i cui massimi esponenti furono Francesco Paolo Michetti, Basilio Cascella e Costantino Barbella; nell'architettura, ribadendo il concetto di continuità tra esterno, interno e arredamento, la nuova tendenza assurse quasi a livello "stile", maggiormente diffuso nelle ville private, negli edifici industriali, nei teatri, nei cinematografi, nei teatri e nelle sale espositive.
I centri maggiori dell'Abruzzo beneficiarono dello stile, nell'ambito di progetti nuovi urbanistici, di allargamento dei nuclei abitativi oltre gli storici confini delle mura. In Abruzzo il liberty appare in toni pacati, e non sempre d'immediata identificazione, oppure si riduce a puro apparato decorativo in edifici d'impostazione eclettica. Per il caso di Lanciano, oltre al corso, venne ornato di villini anche il viale dei Cappuccini, per cui venne chiamato anche il famoso artista Gino Coppedè, che completò la villa omonima, e il Palazzo De Angelis sul corso Trento e Trieste, e Villa Marcantonio a Mozzagrogna, a mo' di palazzotto neorinascimentale fiorentino.

### Architetture di regime

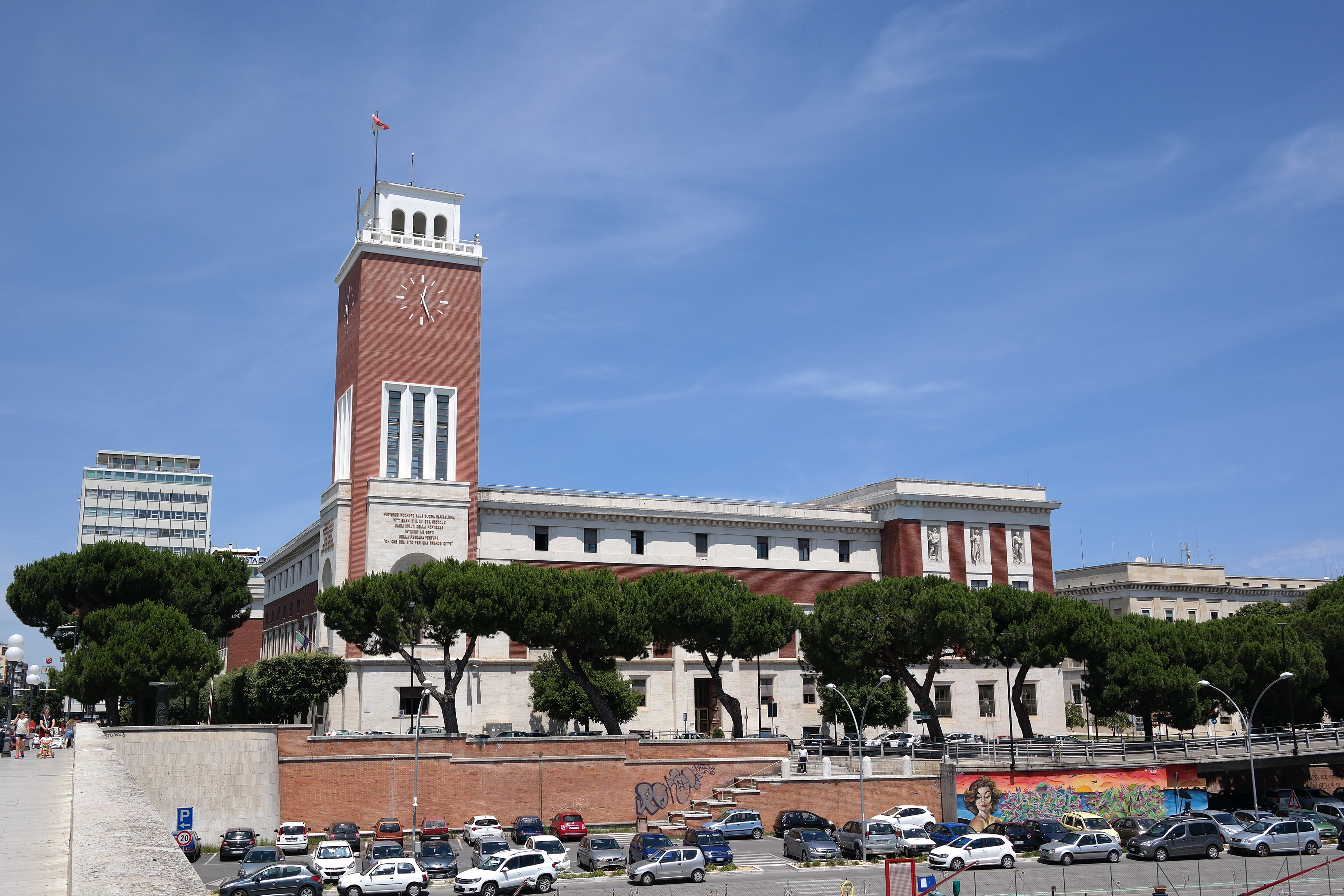
Palazzo del Municipio di Pescara

Il movimento artistico cercò ispirazione nella forza della linea, nel tema floreale e vegetale, nella natura in generale, negli andamenti sinuosi dei tralci e nelle figure fitomorfe, animali e umane, combinate a volute, a elementi di fantasia oppure a quelli iconici e stilistici derivanti dall'arte giapponese. Nella decorazione delle architetture si trovano materiali nuovi, come il cemento armato in sostituzione della pietra, successioni ritmiche di elementi ricorrenti come le piastrelle in maiolica; ma è nelle ringhiere in ferro battuto che la ricerca artistica prende distanza, abbandonando il modello sulmonese-pescolano dell'epoca barocca.
Il liberty fu applicato in Abruzzo a tutte le discipline, dall'architettura alla pittura e alla scultura, i cui massimi esponenti furono Francesco Paolo Michetti, Basilio Cascella e Costantino Barbella, ma anche Antonino Liberi, Vicentino Michetti e Paolo De Cecco; nell'architettura, ribadendo il concetto di continuità tra esterno, interno e arredamento, la nuova tendenza assurse quasi a livello "stile", maggiormente diffuso nelle ville private, negli edifici industriali, nei teatri, nei cinematografi, nei teatri e nelle sale espositive.
I centri maggiori dell'Abruzzo beneficiarono dello stile, nell'ambito di progetti nuovi urbanistici, di allargamento dei nuclei abitativi oltre gli storici confini delle mura. In Abruzzo il liberty appare in toni pacati, e non sempre d'immediata identificazione, oppure si riduce a puro apparato decorativo in edifici d'impostazione eclettica. Per il caso di Lanciano, oltre al corso, venne ornato di villini anche il viale dei Cappuccini, per cui venne chiamato anche il famoso artista Gino Coppedè, che completò la villa omonima, e il Palazzo De Angelis sul corso Trento e Trieste, e Villa Marcantonio a Mozzagrogna, a mo' di palazzotto neorinascimentale fiorentino.

### I restauri del dopoguerra e l’arte contemporanea
Benché siano andate distrutte, a Pescara vennero realizzate anche altre opere d regime, come il Ponte Littorio a collegamento di Pescara vecchia con il corso Vittorio Emanuele, adornato delle statue di D'Antino, e la centrale del Latte nella zona del circuito, demolita scelleratamente nel 2010.
Dopo la seconda guerra mondiale, una parte del patrimonio architettonico e storico abruzzese andò definitivamente perso, soprattutto per quanto riguarda Ortona, Pescara, Francavilla al Mare, Orsogna e i borghi della Majella orientale, da Gessopalena a Lettopalena. La ricostruzione in certi casi si occupò di restituire alle architetture il loro aspetto originario, in altre, come nei casi più drastici di Ortona, Orsogna e via dicendo, vennero sperimentate nuove forme, specialmente per i monumenti principali quali la Cattedrale di San Tommaso Apostolo, che però fecero grandemente discutere.

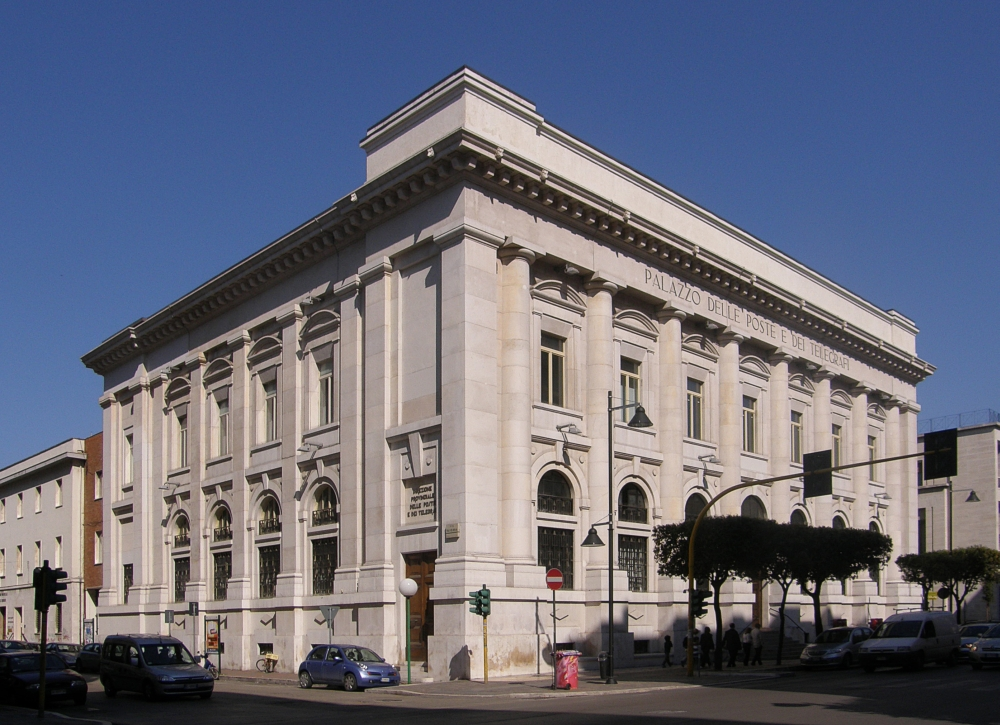
Palazzo delle Poste a Pescara, arte di regime.

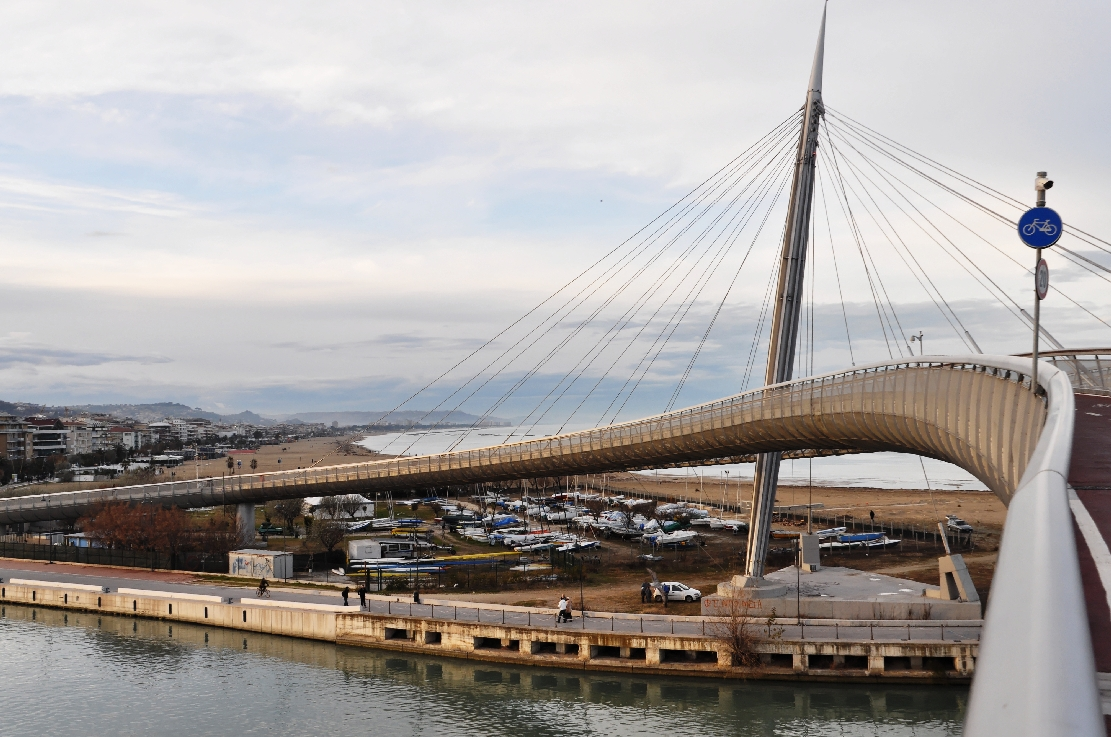
Ponte del Mare di Pescara, architettura contemporanea

La ricostruzione in Abruzzo fu celere, nei casi visti anche troppo, sacrificando la storia per il dinamismo e la corsa al boom economico. Stesso caso che si verificò a Pescara e Francavilla, dove ciò che si era salvato dalla guerra, fu definitivamente soppresso. Il caso più specifico è Pescara, dove dalle fotografie storiche si può vedere come alcuni tratti storici della città, del corso Vittorio Emanuele del Corso Umberto I, nonché del corso Manthoné a Pescara vecchia, fino agli anni '70 persistessero ancora quelle architetture di primo Novecento non monumentali, ma aggraziate ed edificate in un pieno equilibrio dell'antico aspetto liberty cittadino, mantenuto anche durante il fascismo, completamente sventare successivamente e sostituite da casermoni e grandi palazzi dagli anni '80 in poi.
Dopo la stagione dei restauri delle chiese medievali, in Abruzzo l'arte architettonica ebbe il suo massimo centro sperimentale Pescara. Infatti, dopo un periodo di stagnazione dagli anni '80 ai primi anni 2000, in cui la massima architettura d'interesse è stata La Nave di Pietro Cascella (1986), dal 2009 con l'inaugurazione del Ponte del Mare, e del Ponte Flaiano nel 2017, la città adriatica è tornata a diventare un punto di riferimento artistico in Abruzzo.

## Ceramica abruzzese

### Prime testimonianze archeologiche

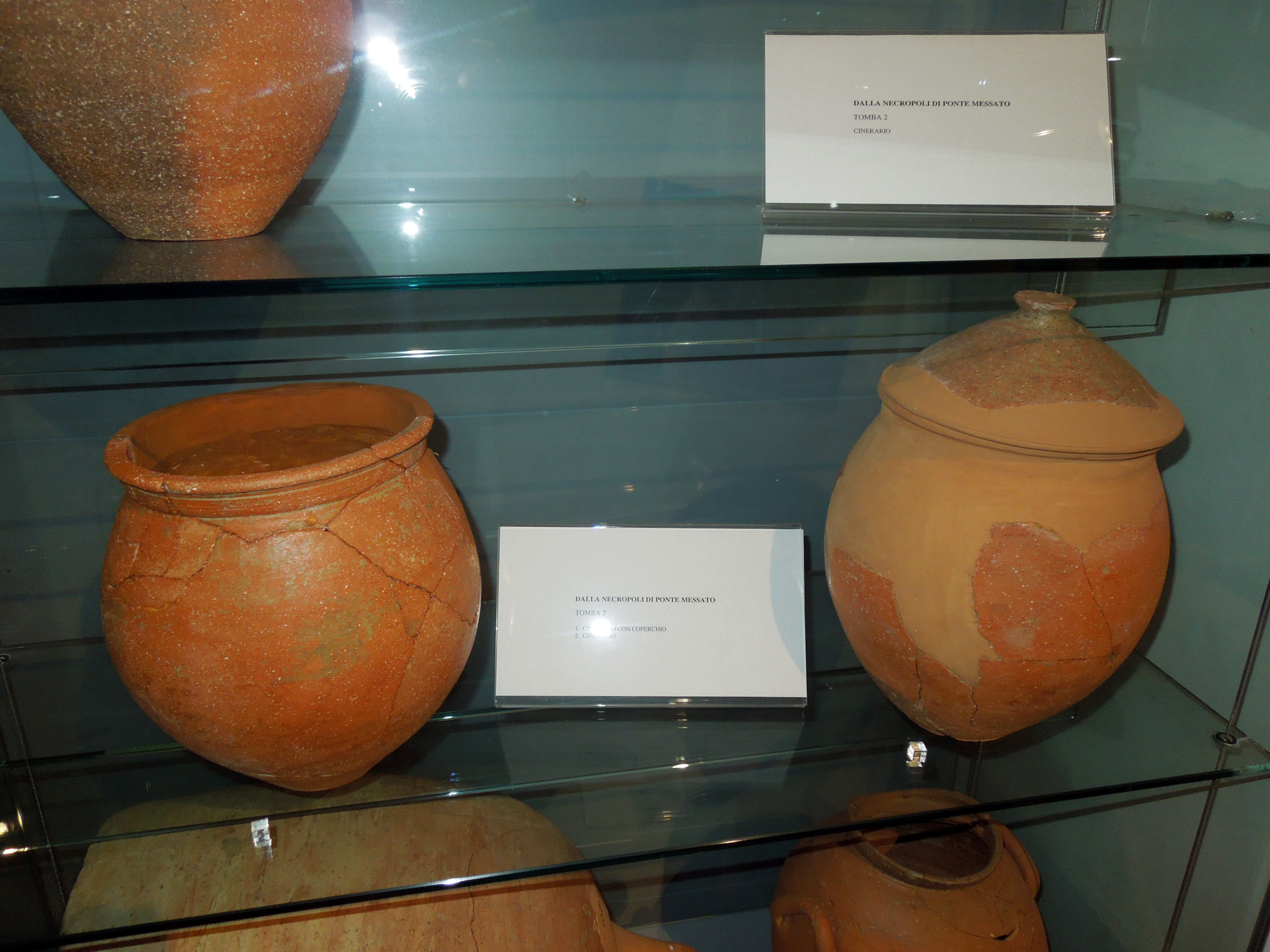
Olle cinerarie della necropoli di Ponte Messato a Teramo.

Benché la storia della ceramica abruzzese affondi le radici nell'epoca del Neolitico, come dimostrano le varie collezioni presenti nei musei maggiori d'Abruzzo, come Chieti, L'Aquila e Pescara, la ceramica vera e propria abruzzese si sviluppò nel XVI secolo. Prima di parlare delle maioliche di Castelli, Anversa e Rapino, alcuni brevi cenni riguardo alla produzione ceramista dell'epoca italico-romana e medievale sono da riferirsi al periodo del IV secolo a.C.-I secolo d.C.: dai ritrovamenti è possibile accertare la stratificazione degli stili e delle fasi di decorazione, alla stessa maniera delle architetture, delle pitture e delle sculture.
I primi reperti abruzzesi riguardano una testina in pasta vitrea conservata nel Museo Archeologico Nazionale di Chieti, della prima epoca italica, e ciò dimostra come i locali avessero rapporti commerciali con territori lontani quali l'Etruria e la Sardegna. Successivamente con l'epoca italica, si produssero le olpi, gli oinochoe, le giare e via dicendo in terracotta, con decorazione a figure nere o rosse, alcune delle quali, man mano che il potere romano si consolidava negli anni in Abruzzo, molto ben ornate. I disegni sono ben equilibrati, è rispettata la ricerca del particolare e la prospettiva è molto evidente: le scene raffigurate riguardano o danze nuziali, riti propiziatori, scene di guerra o funebri, alla maniera dei vasi greco-romani.

### La maiolica di Castelli

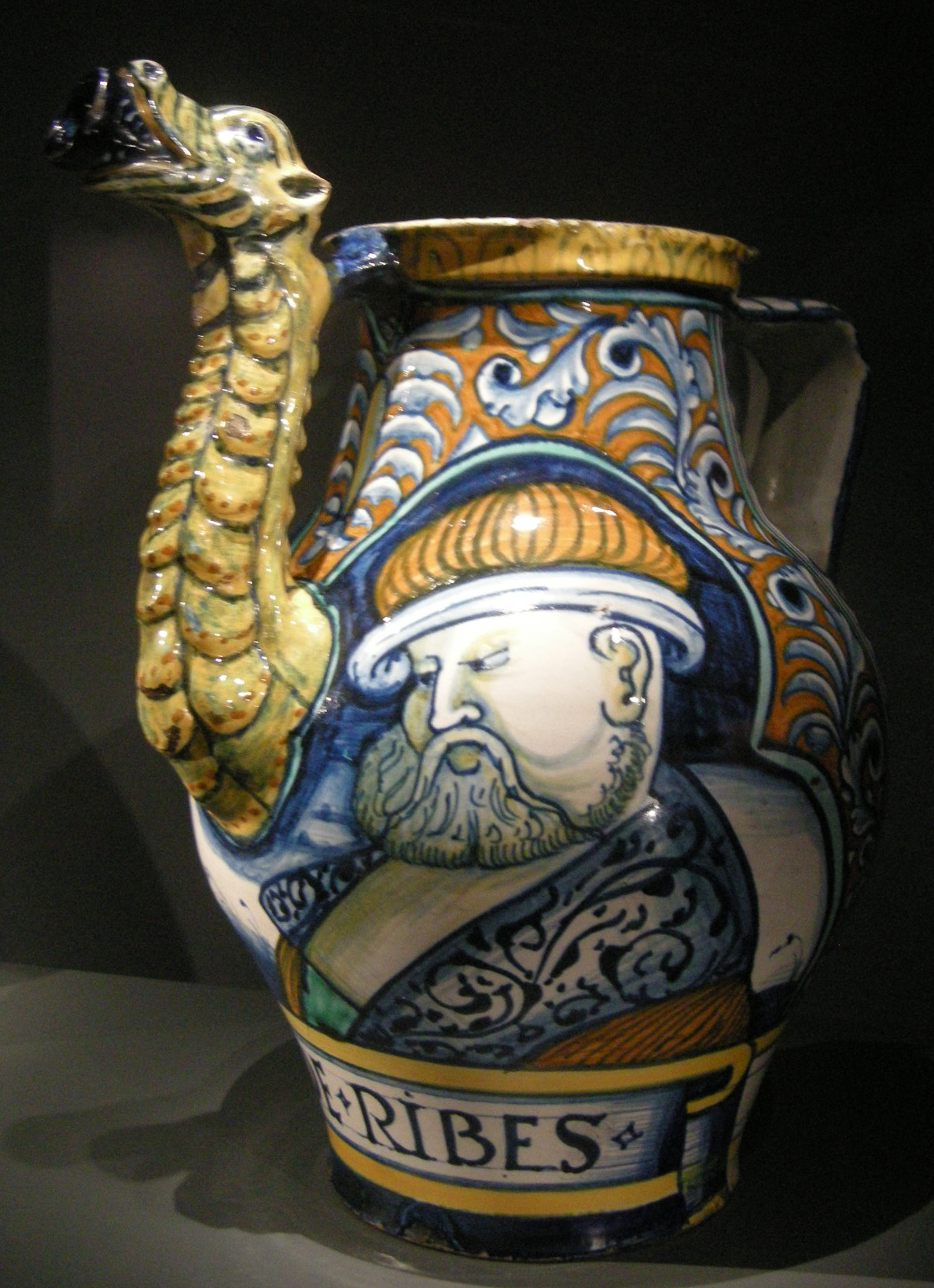
Vaso per lo sciroppo di Ribes, maiolica di Castelli (1530).

I due maggiori centri di produzione nel teremano furono, dal XVI secolo in poi, Castelli e Atri. Grazie alla presenza di cave d'argilla, corsi d'acqua provenienti dal Gran Sasso, giacimento di silice e boschi di faggio, fu possibile garantire una vasta produzione fiorente. I monaci benedettini di San Salvatore a Castelli, già dal XV secolo introdussero questa nuova arte, anche se nel secolo successivo si hanno con certezza i primi esemplari. Presto tutta la comunità castellina fu coinvolta nell'attività di costruzione di forni e di realizzazione di ceramiche, che divenne il principale sostegno economico del paese. La famiglia Grue fu quella che si distinse maggiormente tra le botteghe, diventando maestra e modello da seguire, con Carlo Antonio Grue che ne fu il più valido rappresentante. Nelle decorazioni erano utilizzati inizialmente solo cinque colori, con tutte le varie sfumature, con l'assenza del rosso, che venne introdotto alla fine del '700 da Gesualdo Fuina di Loreto Aprutino.

### La dinastia Grue
I capostipiti della famiglia Grue furono Marco e Domenico, i loro figli Antonio e Giovanni diedero vita a due rami di artisti, che si interessarono alla realizzazione di ceramiche per i monasteri e per gli avvocati. Figlio di Antonio Grue fu Francesco Angelo, nato nel 1618, che fu il primo innovatore della maiolica castellina, che seppe unire sincreticamente l'arte ceramista fiorentina e quella nascente abruzzese, soprattutto per il campionario di figure sacre per le scene dell'istoriario. La produzione di Francesco andò sempre più evolvendosi, dalla produzione iniziale di figure fredde, schematiche e dure, dove dominavano il colore giallo e l'azzurro, fino all'uso delle fonti incisorie riportate a spolvero, utilizzate più liberamente, cambiando la cromatura al bruno manganese e verde rame, raggiungendo un notevole effetto chiaroscurale.
Il figlio Carlo Antonio Grue adottò le lumeggiature d'oro cotte a terzo fuoco del padre Francesco, e integrò come in un perfetto dipinto la scena e lo sfondo paesaggistico, ottenuto con lo studio della luce naturale per le sfumature chiaroscurali. Carlo Antonio predilesse scene di caccia o bozzetti bucolici, anche se realizzò scene a sfondo sacro, come la mattonella della Madonna col Bambino con Sant'Antonio, nella collezione del Museo Paparella Treccia Devlet a Pescara.

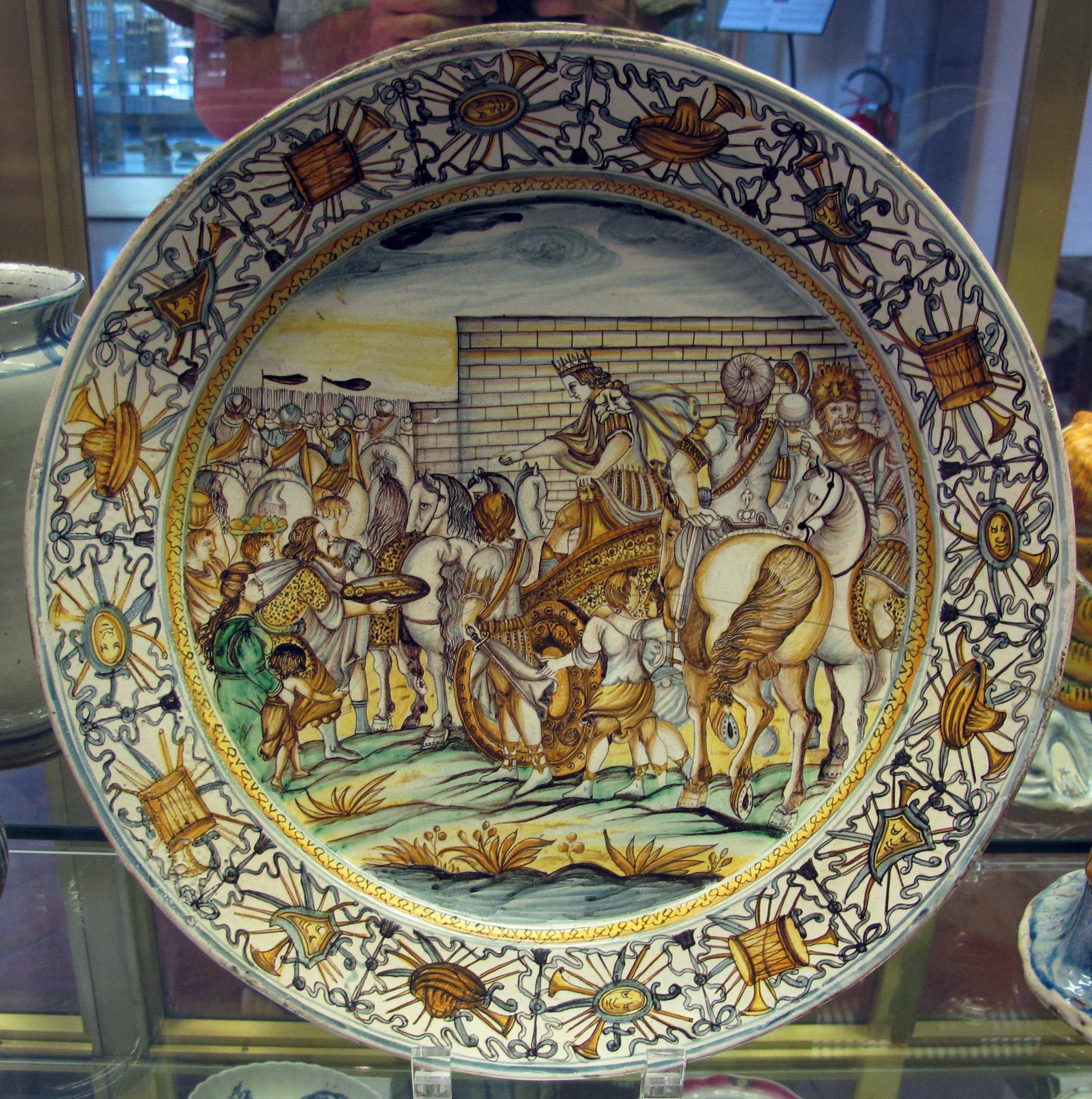
Vaso ritraente Alessandro Magno in India di Francesco Grue (1650).

Tra le figlie di Carlo, ci fu Superna che sposò Bernardino Cappelletti, padre di Candeloro, che dette vita a un secondo ramo della generazione Grue.

### Carlo Antonio Grue
le opere di Carlo Antonio arrivarono anche all'esterno per fama, e alle fiere mercantili di Lanciano, lanciano definitivamente il nome di Castelli nel panorama nazionale, facendosi commissionare vasi e piatti da notai e avvocati, nonché dai nobili di Napoli. Conobbe Francesco Solimena che nel 1696 ricevette delle tazzine, e intrattenne rapporti professionali con Francesco Bedeschini, incisore abruzzese del periodo barocco. Il figlio Francesco Antonio, nato nel 1686, seguì le orme paterne, insieme con Candeloro Cappelletti. Francesco Antonio inizialmente doveva essere avviato alla carriera ecclesiastica, avendo studiato a Penne e poi ad Ascoli Piceno, ma fuggì a Roma per imparare diritto canonico, dilettandosi di poesia e filosofia, ma nel 1706 tornò a Castelli volendo seguire l'arte della ceramica. Tra il 1713 e il 1715 risiedette nell'aquilano e a Bussi, lavorando al Paliotto maiolicato della chiesa di Sant'Angelo a Lucoli. Tornato a Castelli del 1716, e poi definitivamente nel 1736 dopo un lungo soggiorno a Napoli, dove realizzò i vasi da farmacia della Certosa di San Martino, in Abruzzo compose delle opere per la Basilica della Santa Casa di Loreto.
Un altro figlio di Carlo Antonio, Anastasio Grue, si trasferì ad Atri nel 1726, portando la tradizione castellina e seguendo le orme paterne per la tecnica, e lo stile.

### Francesco Saverio Grue
Francesco Saverio, figlio di Francesco Antonio Grue, fu l'ultimo esponente di rilievo della famiglia, prima della decadenza e della riduzione ad artigianato locale della produzione castellina. Nato nel 1731, e stabilitosi definitivamente in Abruzzo nel 1747 dopo un periodo di soggiorno a Napoli, nel 1754 realizzò un gruppo di vasi per la Reggia Vanvitelliana di Caserta, decorando il vasellame con motivi paesaggistici all'abruzzese. Successivamente Saverio fu compreso nell'organico della Real Fabbrica Ferdinandea di Portici, e tornando poi a Castelli, dove morì nel 1800. La sua duttile personalità permisero uno progresso della sua produzione dalla fase giovanile, fino al gusto rococò dell'età matura. Nel 1755 egli aderì al modello classico cinquecentesco del paesaggio bucolico, con la cromatura gialla e blu, con riferimento alla porcellana d'Oltralpe tedesca. Nell'arrivo al gusto rococò, Saverio fu influenzato dalla produzione francese, ma rifletté anche sulla porcellana cinese, molto in voga nella corte napoletana, come il tema floreale, di cui esistono vari esemplari nel Museo delle ceramiche di Castelli, e le mattonelle con scene di vita dei campi, a elegante monocromo blu cobalto, sullo sfondo smaltato in bianco.

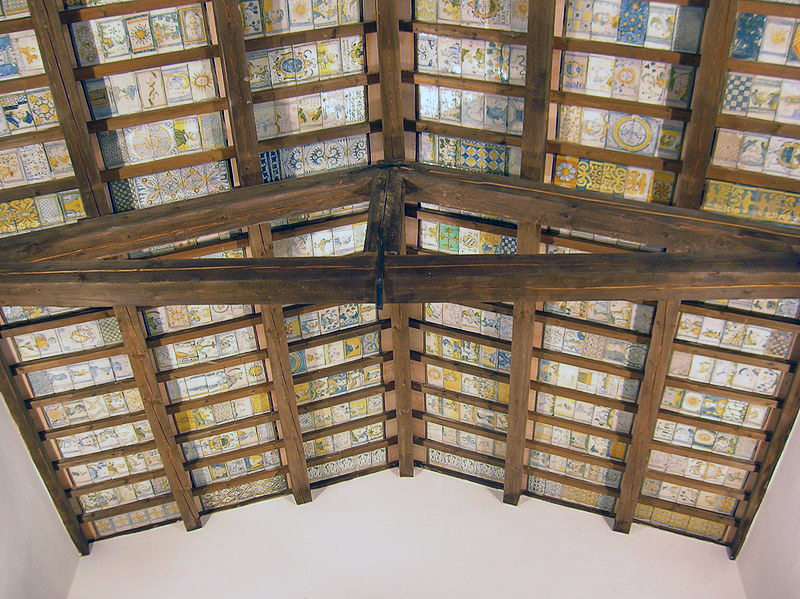
Soffitto maiolicato della chiesa di San Donato a Castelli.

### Ceramica nel Novecento
Nel corso del Novecento, l'ultimo grande ceramista di Castelli fu Luigi Bozzelli, che reinterpretò la scultura medievale di Nicola da Guardiagrele, e quella castellina della dinastia Grue. Un altro mirabile esempio della versatilità della ceramica di Castelli, è il soffitto maiolicato della chiesa di San Donato, presso il paese. Carlo Levi lo definì la "Cappella Sistina della Maiolica", dato che è stato interamente ricoperto di tessere in maiolica dipinta dagli abitanti del paese nel XVII secolo. I maiolicari castellini si riunirono in una confraternita e vollero rappresentare l'alto pregio raggiunto dalla loro maestria; il soffitto si compone di 800 mattonelle, montate tra il 1616 e il 1617, presso il soffitto a capriate spioventi. In realtà però nelle origini i mattoni vennero usati per il pavimento, e vennero poi smontati e rimontati sul soffitto per non perdere la qualità dell'opera. Inoltre non tutte le mattonelle sono originali, perché con il restauro del 1968, quando alcune erano ormai molto logorate e necessitanti di restauro, furono spostate nella raccolta del Museo della ceramica, e sostituite con delle copie. Interessante in questo soffitto è la presenza di temi geometrici dal ricercato effetto a trombe d'oeil, a triangoli, a lacunari, a rosoni, con ricchi motivi floreali e bucolici dell'arte cinquecentesca, con motivi vegetali, umani e animali, e varie scene dell'Antico Testamento, come il nodo di re Salomone, e gli stemmi delle famiglie nobili che avevano in feudo Castelli e Teramo.
Molte ceramiche castelline e di Loreto Aprutino, nel 1936 sono state raccolte da Giacomo Acerbo nel Museo delle ceramiche abruzzesi "Giacomo Acerbo", nel centro storico, con pezzi di collezione provenienti dalle case canoniche, dai palazzi delle famiglie De Sterlich e Aliprandi, riferibili alla ricca produzione delle famiglie Grue, Gentile e Cappelletti. Altri pezzi sono conservati nel Museo delle Genti d'Abruzzo a Pescara, nella collezione del Museo "Costantino Barbella" di Chieti, nel Museo Paparella Treccia Devlet a Pescara (Villa Urania), e soprattutto nel Museo delle ceramiche di Castelli nell'ex convento francescano del comune.

### Ceramiche di Rapino

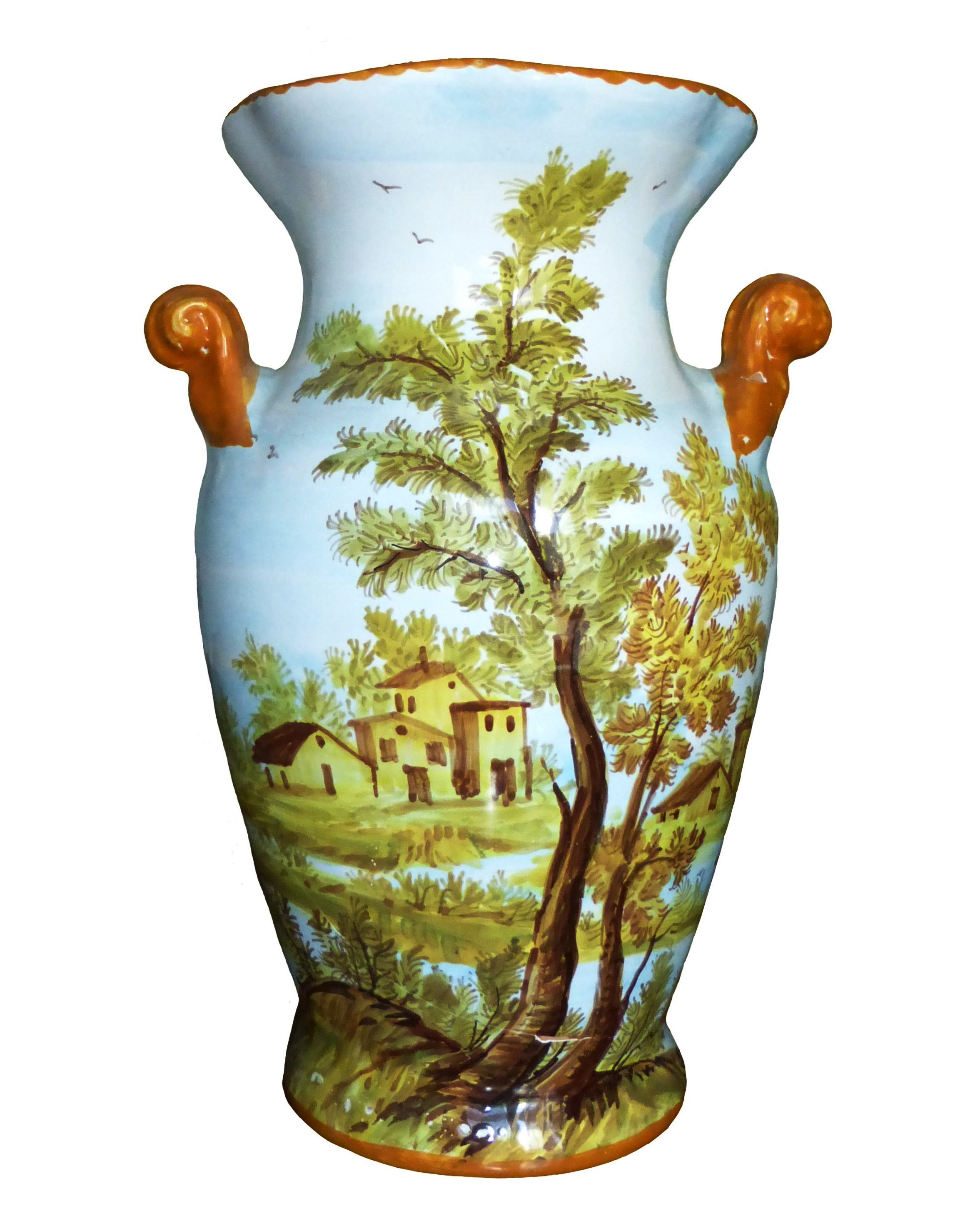
Vaso di ceramica di Rapino, di Gabriele Vitacolonna.

Il terzo grande centro abruzzese (il secondo è Loreto Aprutino), che ancora oggi continua la tradizione della produzione, è Rapino, provincia di Chieti. La tradizione incominciò nell'800, quando il ramo parallelo dei Grue, costituito dai Cappelletti, che si stanziarono nel rione San Rocco, nella parte bassa del paese, dove campeggia l'ex convento di Sant'Antonio di Padova. Tra le personalità che introdussero l'arte ci fu Raffaele Bozzelli, che nel 1861 aprì la prima bottega, seguito da Fedele Cappelletti, che fu il massimo rappresentante storico, tanto da influenzare anche Basilio Cascella. Benché anche in questo caso la committenza non fu di fascia relativamente alta, ma si producevano zuppiere, orci, vasi per ceti medio-bassi, la ceramica rapinese seppe uscire fuori dal contesto provinciale e farsi ammirare nell'Abruzzo e poi nel resto d'Italia per le caratteristiche innovative.
Tra gli esempi più belli c'è il boccale di San Rocco, insieme con fiaschetti con forme animali, come il gallo, rifiniti e smaltati. Nel Museo della Ceramica di Rapino "Fedele Cappelletti" si può ben comprendere, insieme con le botteghe ancora presenti nel paese, come la ceramica locale si sia differenziata dalle altre rivali abruzzesi. Da quella di Castelli infatti, la ceramica rapinese riprende il modello del bozzetto bucolico, con scene di vita pastorale, ma anziché usare sfumature di 5 colori, utilizza tutti i colori possibili, avvalendosi della pittura ad acquarello, raggiungendo sfumature molto chiare e tenui, anziché di quelle pronunciate e molto coriacee dei contorni castellini.
Sempre nel paese, altra famiglia importante di ceramisti, fu quella dei Vitacolonna, rappresentata maggiormente da Gabriele Vitacolonna.

### La scuola di Basilio Cascella nella ceramica

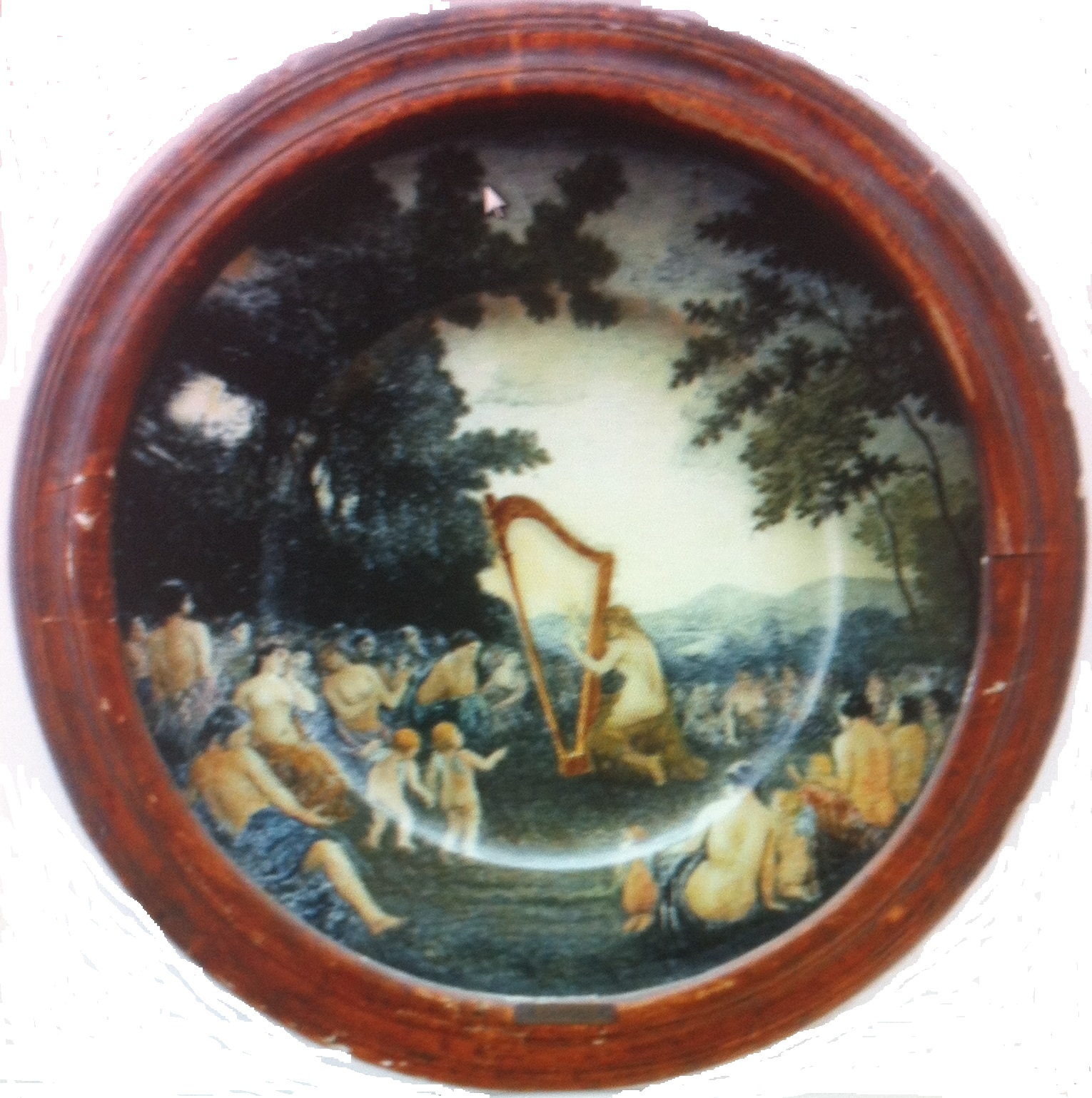
Una ceramica di Cascella.

Gran parte delle opere diBasilio Cascella, che dette avvio alla dinastia di famosi pittori e scultori-architetti, come Andrea e Pietro, Tommaso e Michele, sono conservate nella Collezione Paparella Treccia di Pescara, mentre le pitture nel Museo d'Arte Moderna del Palazzo Farnese a Ortona. Basilio Cascella (1860-1950), è stato un artista poliedrico, fedele alla sua concezione tradizionale dell'arte popolare abruzzese, incentrata solamente sulla rappresentazione delle scene di vita popolare locale. Infatti il primo periodo della sua arte è riferibile alla vita di Ortona, dove visse, frequentando poi dal 1879 in poi il pittore Francesco Paolo Michetti e i fratelli Palizzi di Vasto. Nei primi del Novecento espose le sue opere sulla Rivista d'arte abruzzese, nel 1917 si trasferì a Rapino, seguendo le orme delle espressioni più pure dei ceramisti, dato che aveva incominciato come pittore.
Nel 1924 eseguì i pannelli del sacrario di Andrea Bafile a Guardiagrele, e nel 1930 realizzò 5 pannelli per la galleria della stazione di Milano. Avendo aderito al fascismo nel 1924, alternando, Basilio si convinse che il rinnovamento del mondo artistico debba venire da una scuola artigiana fatta in modo tradizionale, da docenti e apprendisti. Anche se Cascella non ebbe maestri, il modello naturale della sua vita fu proprio la vita quotidiana dell'Abruzzo tardo ottocentesco, come Ortona e Rapino.
Non a caso il forte legame con la tradizione locale, è più che nei suoi dipinti ricorrente nelle ceramiche, dove si mostrano scene di vita quotidiana, in sfondo bucolico pastorale. Nei dipinti invece, prima del cambiamento nel modernismo durante il fascismo e gli anni Trenta, non sono rare nella collezione del Palazzo Farnese le tele dove è ritratta Ortona vecchia, e scene religiose abruzzesi, come la Donna con i serpenti di Cocullo.

## Tessitura

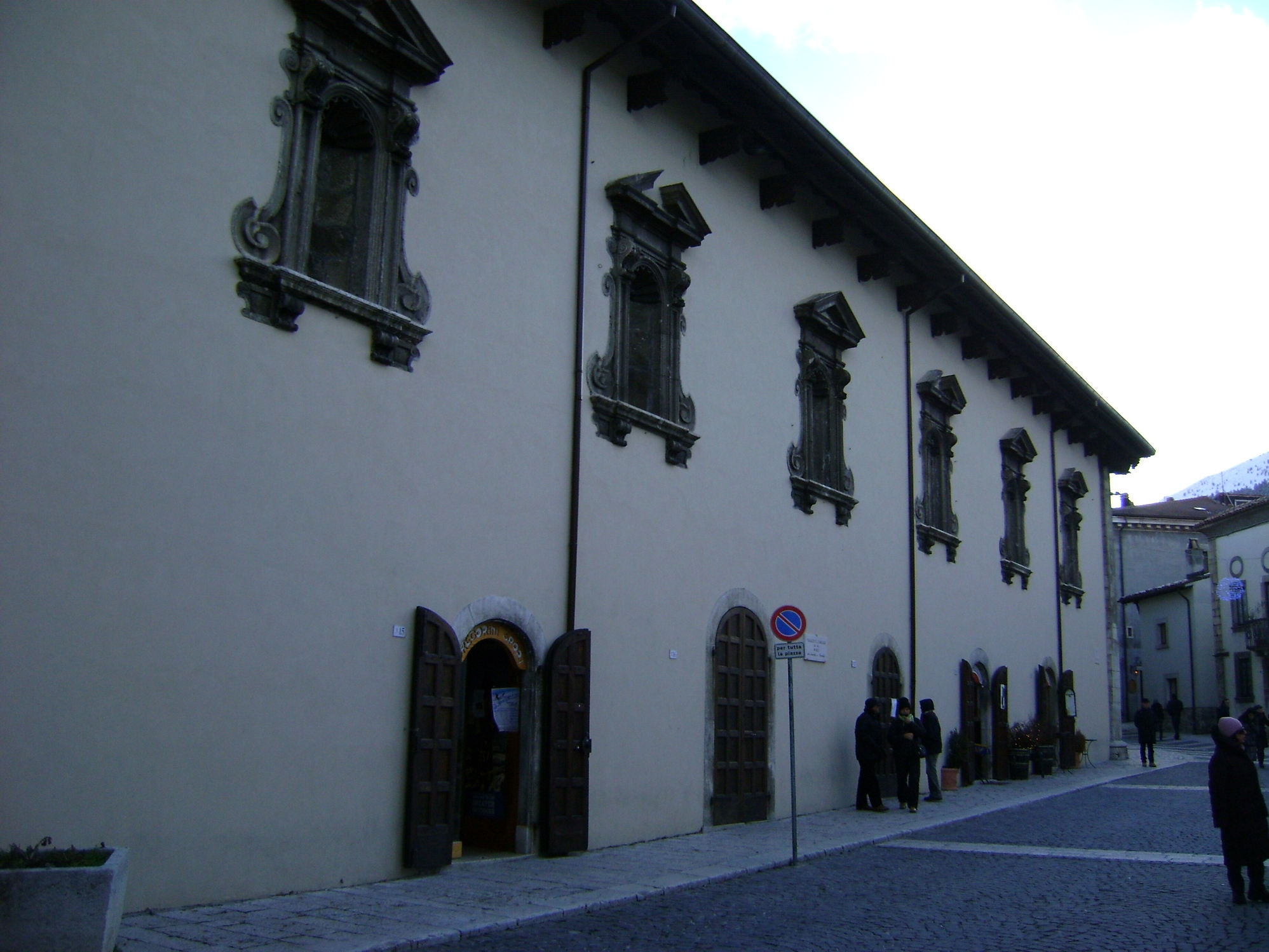
Palazzo Fanzago di Pescocostanzo, sede del Museo del merletto a tombolo.

Non si conoscono le origini del merletto abruzzese nel panorama del merletto italiano. Certo è che si sviluppò all'Aquila e nei paesi limitrofi per l'attività fiorente della passameneria, dalla cui tecnica pare derivi quella del merletto a fuselli, diffusasi già dal XV secolo. Sembra infatti che nel 1493 i cavalieri a seguito della regina Isabella d'Aragona, recatasi in città per omaggiare le reliquie di San Bernardino da Siena, siano rimasti colpiti dalla bellezza dei merletti che ornavano gli abiti della donne locali.
Nel XVI secolo vennero pubblicati dei libri di modelli, e la cultura aquilana, non solo tessile, ma anche culinaria, come lo zafferano di Navelli, incominciò a circolare per tutto il regno di Napoli, e anche nel resto d'Italia. Pare che il merletto aquilano derivi da quello veneziano, ottenendo importanti riconoscimenti. A questo periodo risale la tecnica del "punto nuovo", espressione spregiativa per definire la tecnica semplificata rispetto a quella tradizionale, legata alle esigenze dei committenti. Sul finire del secolo XX all'Aquila è nato l'Istituto Professionale Femminile, diventando subito celebre per la quantità di produzione, seguendo le antiche regole della tradizione. Esso è dotato anche di un museo dove si conserva l'abito eseguito a merletto per la regina Margherita d'Austria che ebbe in feudo L'Aquila e Penne, realizzato in 7 anni con 7.000 fuselli.

## Arte tessile abruzzese

### Il tombolo di Pescocostanzo

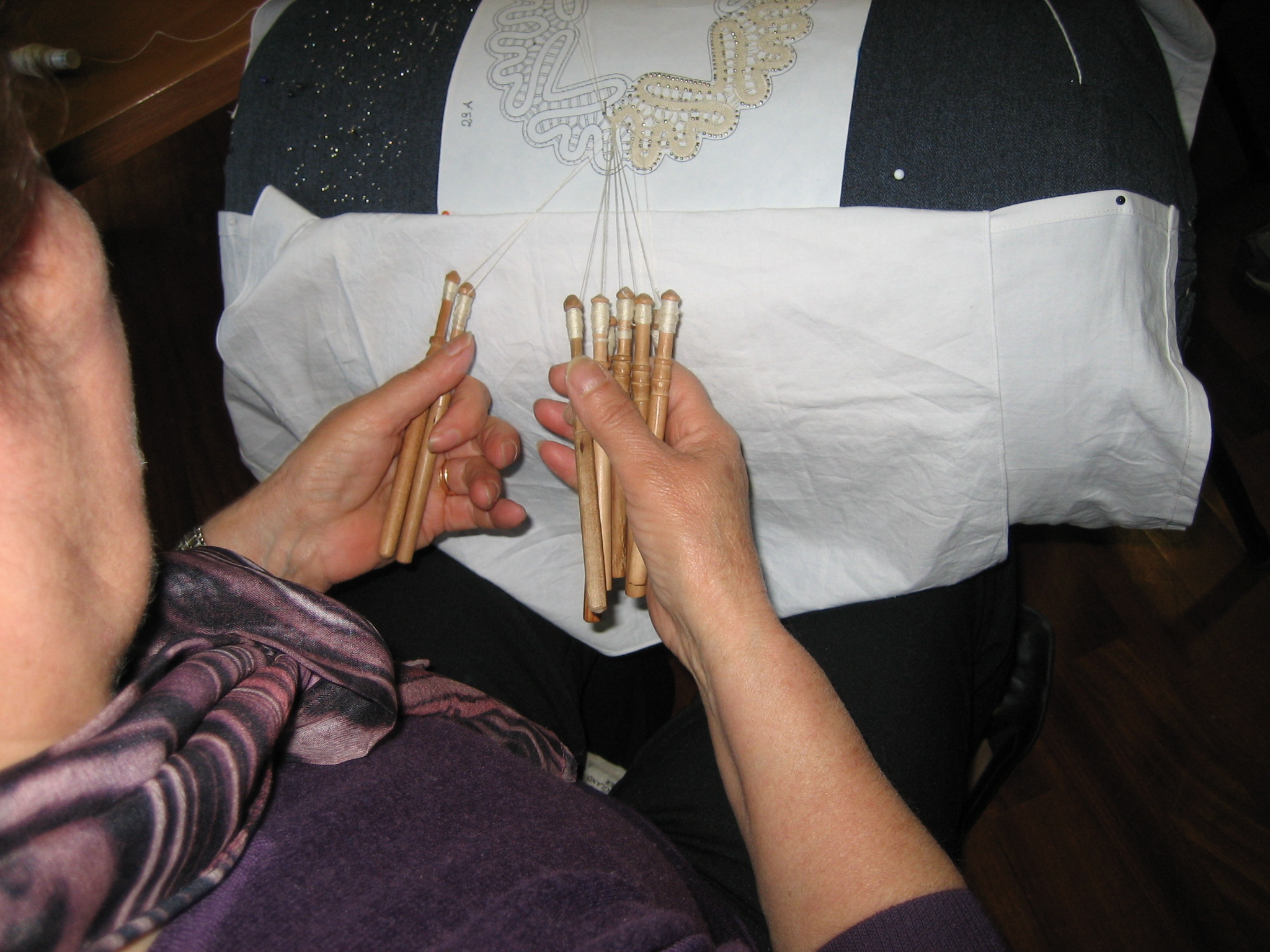
Donna a una tavola da lavoro, esempio del tombolo di Pescocostanzo.

A Pescocostanzo già dal XVI secolo era in voga lo stile del tombolo aquilano, dove si utilizzavano, ancora oggi, i fuselli (in dialetto "tammarieje"); e ciò è dimostrato anche dai dipinti e dalle stampe delle donne abruzzesi nel costume locale, alcune delle quali conservate nella sezione del Museo della tradizione e costume locale nel complesso dei Musei Civici a Sulmona. Una leggenda vuole che nel 1547, al tempo della passione di Caterina de Medici per il merletto, la lavorazione mediante i fuselli fosse nata a Venezia, e che mediante gli scambi commerciali con il Regno di Napoli, tale tecnica fosse giunta anche in Abruzzo. Nella regione arrivò la tecnica del "punto nuovo", secondo lo storico Sabatini dalle maestranze lombarde nel XV secolo, dato che Venezia era in costante contatto mercantile con L'Aquila, mentre altre voci sostengono dell'arrivo della tradizione mediante l'amicizia tra Caterina de Medici e Vittoria Colonna, marchesa di Pescara insieme con il Marchese d'Avalos del Vasto.
Presto l'arte del tombolo divenne fonte principale del sostentamento economico della piccola realtà pescolana, tanto che anche le monache del Palazzo Fanzago (all'epoca convento di clausura delle Clarisse) si cimentavano nella tessitura. Ogni bambina, appena possibile, veniva incominciata all'arte del tombolo mediante l'esecuzione graduale della "scheda", che fisse le nozioni basilari dell'arte. E ogni ragazza in età da marito possedeva un corredo principesco di tovaglie, tovaglioli, centrini e fazzoletti riccamente ricamati. La lavorazione però includeva anche la fascia maschile per la realizzazione di cuscini e fuselli, in legno di noce, costruiti dai mastri falegnami della Majella.
Anche nel carattere sacro il tombolo di Pescocostanzo trovò il suo posto, quando vennero ricamate vesti d'onore per le statue dei santi patroni e delle Madonne. Con gli anni il merletto a mano, soprattutto nella seconda metà del Novecento, venne sostituito dal merletto a macchina per questioni economiche; per quanto ineccepibile nell'esecuzione, la tradizione a mano con i fuselli nella cittadina della Majella è ancora praticata a mano. Presso il Palazzo Fanzago oggi è allestito un museo a tema che celebra l'arte locale.

### Il costume femminile di Scanno

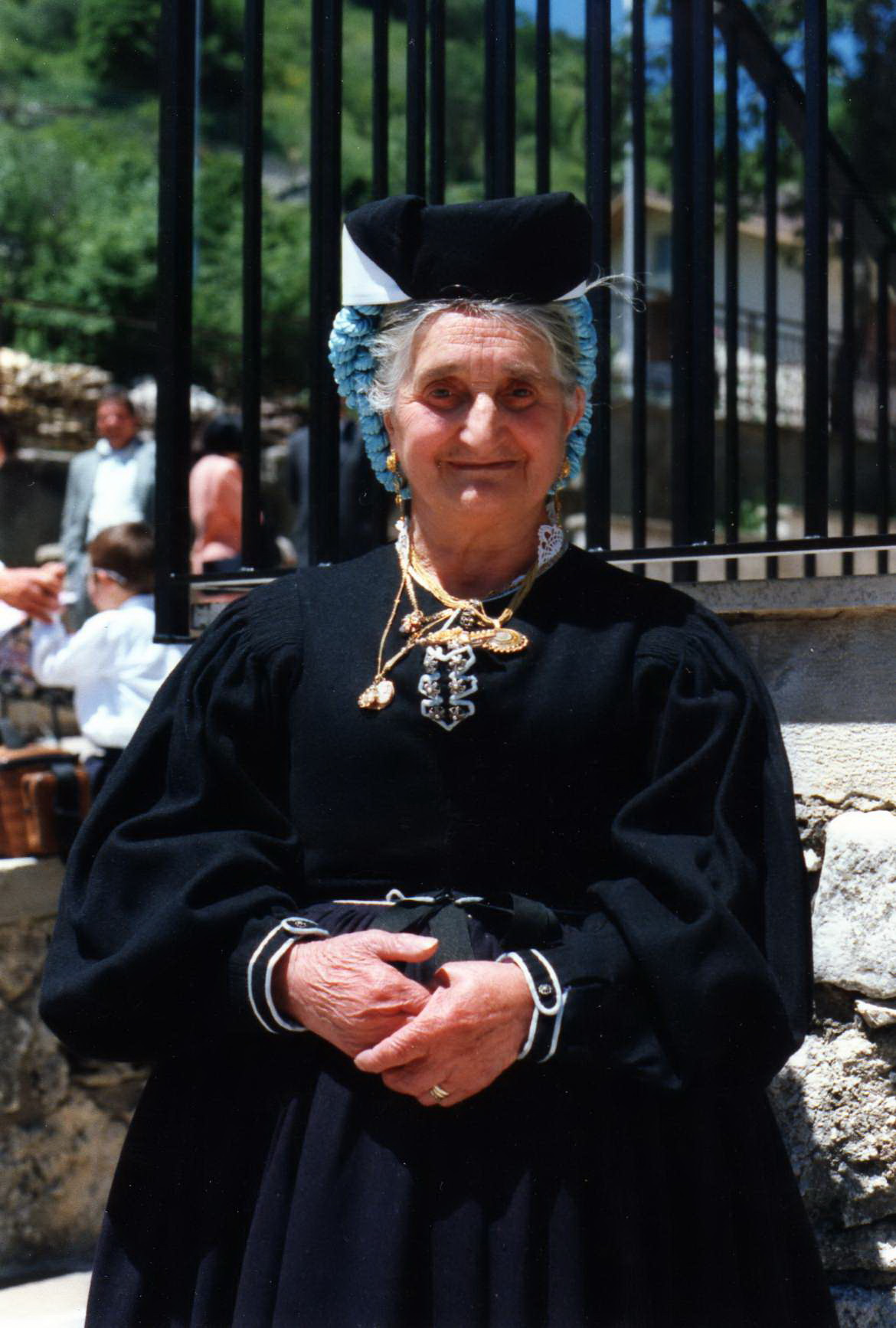
Donna anziana di Scanno con il tipico costume.

Altra caratteristica fondamentale della tessitura abruzzese è il costume delle donne di Scanno. Alcuni studiosi hanno ipotizzato l'origine orientale di questo costume, dato il copricapo a turbante e la sfarzosa ricchezza delle trapunte, anche perché si ipotizza che durante le persecuzioni iconoclaste di Leone Isaurico, da Bisanzio alcune comunità si andarono rifugiandosi nelle montagne abruzzesi, sbarcando dal porto di Ortona.
Tuttavia si tratta di supposizioni senza fonte certa, visto che del periodo bizantino del VI-VII secolo si sa poco sia dell'arte abruzzese sia dei fatti politici.
Alcuni corredi dotali dei secoli XVI-XVIII, nonché un importante piatto di ceramica antica raffigurante un uomo e una donna nel costume locale, prodotto della Real Fabbrica di Capodimonte a Napoli, forniscono informazioni sull'abbigliamento delle donne della Majella. Indubbiamente diverse sono le modificazioni che nel corso dei secoli questo tradizionale costume subì, sino ad assumere quelle odierne, con la foggia più sobria dei colori, ma comunque conservante dei tratti distintivi concretamente forti rispetto agli altri costumi abruzzesi. Il costume attuale prevede un tipo di gonna di panno verde scuro, tessuto e tinto, il cui colore è del tipo di stoffa adoperato stava a indicare il ceto sociale della donna. In origine la gonna era ricca e voluminosa, di panno pesantemente lavorato in pieghe strettissime che cadono perpendicolarmente dal corpo, allungandosi sino alle caviglie. Confezionata con 18 metri di stoffa, pesa 15 kg, ed è impreziosita all'interno del bordo inferiore da una striscia di pannolana rosso (detta volgarmente "la pedera"), che protegge dalla polvere e dal fango. Il corpetto (detto "ju cummudene"), si differenzia da quelli dei paesi limitrofi oltre che per il tessuto, anche per la ricchezza delle maniche molto larghe, e si restringono i minutissime pieghe ai polsi e all'attaccatura alle spalle. Infine vi era il piccolo copricapo detto "ju cappellitte", che insieme con la "rezzola" raccoglieva i capelli proteggendoli dal vento. Vennero sostituiti dai lacci dorati che sono usati nel colore rosso il giorno della festa patronale di Sant'Eustachio, azzurri nella festa della Madonna delle Grazie, e marroni in quella della Vergine del Carmine, neri per il lutto e bianco per la sposa novella che apre il "catenaccio". Si tratta di una cerimonia popolare che viene ancora oggi usata per il rito nuziale de ju Catenacce.

## Letteratura
(Ovidio, Tristia, libro IV)

## Musica

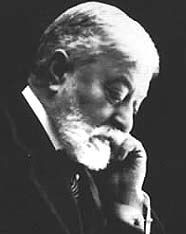
Francesco Paolo Tosti.

Della musica abruzzese ci si possono fare delle idee partendo dall'ambito medievale. Naturalmente, vista la presenza di monasteri benedettini, le variazioni abruzzesi dei canti gregoriani dovettero essere la componente principale di questa categoria artistica. Dei testa pentagrammati ancora integri risalgono al XIV secolo-XV secolo, e altri alle epoche successive. Dunque si può stabilire che la musica in Abruzzo non ebbe un'anima propria, così come il teatro, sino ai tempi recenti. Infatti, dai primi testi trascritti da Cesare De Titta e Guido Albanese, per quanto siano famosi come Vola vola vola, Sant'Antonie a lu deserte e via dicendo, provengono da una lunga tradizione popolare, di cui non si conosco le origini di tali pezzi di composizione, ma solo il prodotto finale di una serie di rielaborazioni e tramandi orali nell'ambito popolare. Lo stesso può dirsi per le favole anonime d'ambito popolare, raccontate in dialetto locale, raccolte in volumi dal filologo frentano Gennaro Finamore, primo compilatore inoltre del Vocabolario abruzzese.
Dal Cinquecento in poi vennero documentati validi musicisti, per lo più compositori di musiche sacre: uno dei più remoti è Serafino de' Cimminelli dell'Aquila. Nel corso dell'Ottocento si svilupparono maestri e direttori d'orchestra civica, come Camillo De Nardis, Domenico Ceccarossi, Antonio Di Jorio, Melchiorre De Filippis Delfico.
Da una parte, nel primo filone di musica popolare, abbiamo pezzi anonimi registrati nei primi anni del Novecento e trascritti, come Vola vola, Lamento di una vedova - Scuramaje, Uaste terra d'eure, per quanto riguarda la fascia adriatica, mentre per L'Aquila e dintorni ci sono i pezzi Novantanove (che celebra la fondazione della città), J'Abbruzzu e L'Aquila 'bbella me. Gli strumenti tradizionali per musicare questi testi sono la zampogna, la fisarmonica, la ciaramella, le nacchere abruzzesi, il tipo di sistro "lu mastrille", e uno zufolo detto "vattacicìrchie".
Nell'ambito di musica semi-seria, uno dei primi compositori abruzzesi, benché avesse realizzato poco e niente per la sua città, fu Fedele Fenaroli di Lanciano, vissuto nel Settecento e compositore di musica sacra e da camera a Napoli, poi a Lanciano seguì Francesco Masciangelo, sempre compositore di musica sacra, a Chieti uno dei più noti compositori settecenteschi fu Saverio Selecchy, che realizzò il Miserere del Salmo 50. Nel secondo Ottocento, nell'ambito del rinnovamento culturale individualista della letteratura, pittura e musica, a Ortona nacque Francesco Paolo Tosti, che compose romanze e musiche da camera, come Torna caro ideale e Vorrei morire!; spesso i testi nel periodo finale della sua vita, quelli in tema abruzzese, furono scritti in dialetto dall'amico Gabriele D'Annunzio.

## Teatro

### Le rappresentazioni medievali
Il teatro in Abruzzo, togliendo le architetture romane, nasce nel XIII-XIV secolo. La presenza di ordini religiosi, di compagnie di flagellanti, cantori e predicatori, fecero sì che il normale canto e lettura delle vicende tratte dai Vangeli e sall'antico Testamento, prendesse un nuovo aspetto, che coinvolgesse maggiormente la popolazione di fedeli.
Lo storico Faraglia ha il merito di aver scoperto nell'Arcivescovado di Sulmona uno dei primi codici in cui, sotto forma di una specie di copione teatrale,  sono descritte le parti da assegnare ad attori, più le parti da cantare dai preti, della cattura,  flagellazione e crocifissione di Cristo. Lo storico abruzzese Vincenzo De Bartholomaeis si è occupato di studiare queste caratteristiche del teatro abruzzese religioso, che a suo dire non può essere facilmente assimilato alle influenze romane, marchigiame e umbre,  malgrado ne avesse subito delle influenze. La fondazione della città dell'Aquila, con il fiorire dei commerci e dell'installazione di ordini religiosi come i Minori Francescani, i Domenicani,  i Celestini, diventa alla fine del Duecento il cuore pulsante culturale dell'Abruzzo,  e vengono prodotti vari testi teatrali da rappresentarsi nelle chiese in determinate occasioni religiose, come per la Settimana Santa, il Natale, la Pentecoste ecc...presso la Biblioteca Nazionale di Roma e quella di Napoli, si sono trovati numerosi codici abruzzesi.
Uno dei testi più monumentali è la "Leggenda della vita di San Tommaso d'Aquino", da celebrarsi a più giornate,  con oltre 60 attori e più di 4 per interpretare il santo, dalla nascita alla morte. Ancora alla fine dell'800 il folklorista Gennaro Finamore ricordava come queste reminiscenze sacre fossero presenti in molti borghi abruzzesi, nonché in città come Chieti e Lanciano, i cui esempi cristallizzati di teatralizzazione di eventi sacri da celebrare, con la partecipazione viva del popolo e di confraternite,  sono le rispettive Processioni del Venerdì santo.
I testi teatrali sacri in Abruzzo decaddero nel XVI-XVII secolo,  uno degli ultimi testi fu scritto per le monache Clarisse di Chieti, riguardante una processione del Venerdì santo (XVI secolo). Prima delle leggi di limitazione di queste cerimonie da parte della Chiesa, poiché molte sfioravano l'idolatria,  molti paesi abruzzesi realizzavano macchine sceniche e catafalchi, ed esistevano confraternite specializzate alla rappresentazione di eventi sacri tratti dalla Bibbia, o rappresentazioni celebrative dei santi patroni.
Con l'arrivo dei movimenti culturali del Rinascimento e dell'Arcadia, in Abruzzo, nei circoli privati dei nobili, con attestazioni soprattutto nella Vasto dei d'Avalos, prese forma il concetto di moderno teatro abruzzese.

### Primi teatri e sale private

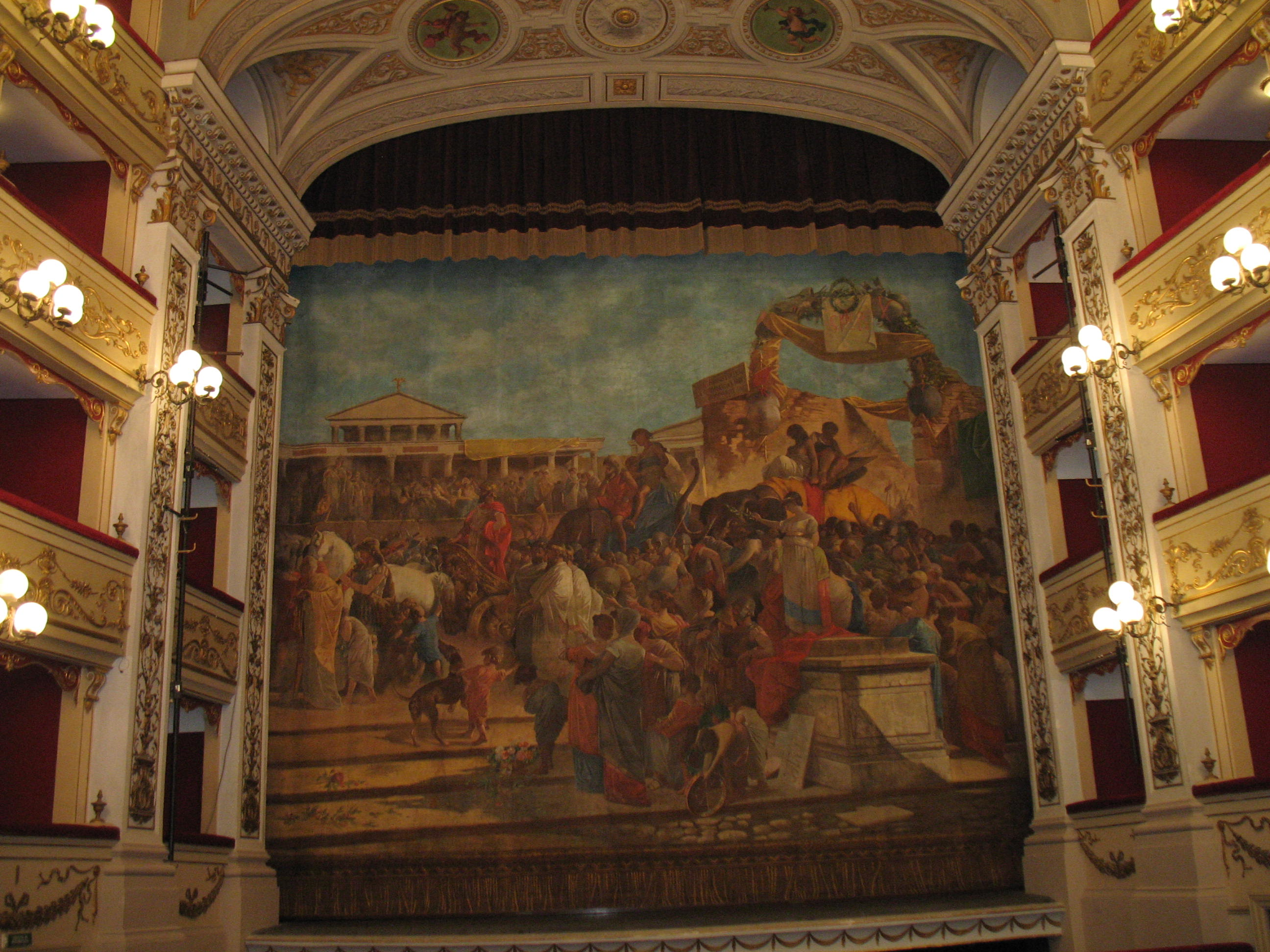
Interno del teatro Marrucino di Chieti.

Parlando del Rinascimento, i più antichi teatri abruzzesi sono quelli privati, quello dell'ex monastero di San Salvatore all'Aquila (piazza Giulio Natali), e il teatro Angeloni di Roccaraso. Il primo del 1616 apparteneva all'ospedale dell'ex convento di Sant'Agnese dell'Aquila, e il secondo del 1698 a Donato Berardino Angeloni, che lo realizzò nel suo palazzo come luogo di svago privato. Purtroppo il teatro roccolano e l'antico paese di Roccaraso andarono distrutti nel 1943-44, quando i tedeschi minarono casa dopo casa, e oggi si conserva una lapide dell'architrave dell'edificio, con dedica dell'Angeloni, rimontata presso una croce stazionaria, accanto alla parrocchia di Santa Maria Assunta di Roccaraso.
La sala del teatro San Salvatore andò demolita dopo i danni del terremoto del 1703; un altro teatro storico aquilano era la Sala Olimpica in legno, presso l'ex convento di Sant'Agostino, andata distrutta nel terremoto del 2009.

### Teatri settecenteschi
Nel Settecento a Chieti si ha la più antica testimonianza di teatro civile, ossia il Teatro vecchio o Palazzo Feneziani, in Largo Teatro Vecchio (opera di Biagio Matteucci, 1789), mentre già nel XVII secolo a Vasto la famiglia d'Avalos dedicò una sala del palazzo monumentale a rappresentazioni. A Lanciano un fondaco delle Carceri di San Giuseppe Calasanzio (attuale teatro Fenaroli con palazzo comunale), nel periodo della rivoluzione francese del 1799, fu adibito a teatro, e lì nel 1834 verrà costruito il nuovo teatro civico "San Francesco" ad opera di Taddeo Salvini (uno dei principali architetti di teatri moderni abruzzesi, come il teatro Rossetti di Vasto).
A Campli, vicino a Teramo, un'ala del Palazzo Farnese fu teatro, a Teramo la famiglia Corradi realizzò una struttura presso il Palazzo Capuani i  via Vittorio Veneto. Si tratta dunque di teatri gestiti da privati, che non erano finanziati dallo Stato, e tanto più erano un otium di poca parte del clero. Infatti, prima dell'Ottocento, gran parte di questi teatri andò in rovina, e rimasero piccole stanze gestite dagli Accademici, come la Sala Olimpica di Loiacono, che però venne realizzata nell'Ottocento, del Palazzo vecchio della Prefettura L'Aquila, presso il convento agostiniano.

### Teatri d'opera all'italiana in Abruzzo
Come detto, nei primi dell'800 per il programma culturale di Ferdinando II delle Due Sicilie, vennero realizzati i primi teatri: il teatro Marrucino a Chieti (1818), allora "San Ferdinando", con lo stesso nome il teatro Rossetti di Vasto, eretto sopra il vecchio monastero di Santo Spirito, poi il teatro "San Francesco" di Lanciano (1834-40), oggi "Fedele Fenaroli", ad Avezzano il teatro civico, distrutto dal terremoto del 1915, e altri teatri pubblici realizzati presso L'Aquila (Regio teatro "Vittorio Emanuele", 1857-72), quello di Teramo (demolito nel 1959), Atessa, Sulmona e via dicendo.
Molte di queste  strutture  erano ricavate, per economia, da chiese  ed ex monasteri di ordini religiosi  soppressi,  come quello dei Gesuiti, dei Carmelitani e dei Celestini: il Marrucino dal convento  di Sant'Ignazio dei Gesuiti, il Rossetti di Vasto (1819) dall'ex convento di Santo Spirito,  il teatro  di Atri dall'ex convento di Sant'Andrea dei Gesuiti, il teatro di Sulmonadall'ex convento di Santa Caterina delle domenicane, il teatro di Penne (distrutto nel 1944), dall'ex cappella del Rosario del convento di San Domenico,  ecc...
Alcuni di questi sono stati concepiti come veri e propri teatri d'opera, specialmente quelli di Chieti e L'Aquila, e quello di Teramo prima della barbara demolizione, con la sala a ferro di cavallo, e la ricca decorazione pittorica degli stucchi degli ordini dei palchi, e dei soffitti, tra cui spicca quello di Chieti con la rappresentazione delle Sette Arti, e dei busti dei più illustri scrittori, filosofi e musicisti italiani e stranieri.

### I teatri contemporanei
Più moderno invece è il teatro monumento Gabriele D'Annunzio di Pescara, progettato nel 1963 in occasione dei cent'anni di nascita del poeta, posto sul lungomare Colombo, con il caratteristico obelisco. Un altro teatro  moderno a Pescara fu eretto nel 1936 nei pressi del palazzo comunale,  il Teatro Massimo.
Un "teatro Massimo" in stile littorio fu eretto negli stessi anni all'Aquila, con portici,  presso il corso Federico II. Di recente un teatro moderno ad auditorium è stato eretto nel 2008 sulla riviera di Giulianova.
Nel 2012 Renzo Piano inaugura all'Aquila, davanti al castello spagnolo, l'auditorium del Parco. Nel 2018 viene inaugurato l'ultramoderno Amphisculpture nel parco presso la basilica di Santa Maria di Collemaggio.

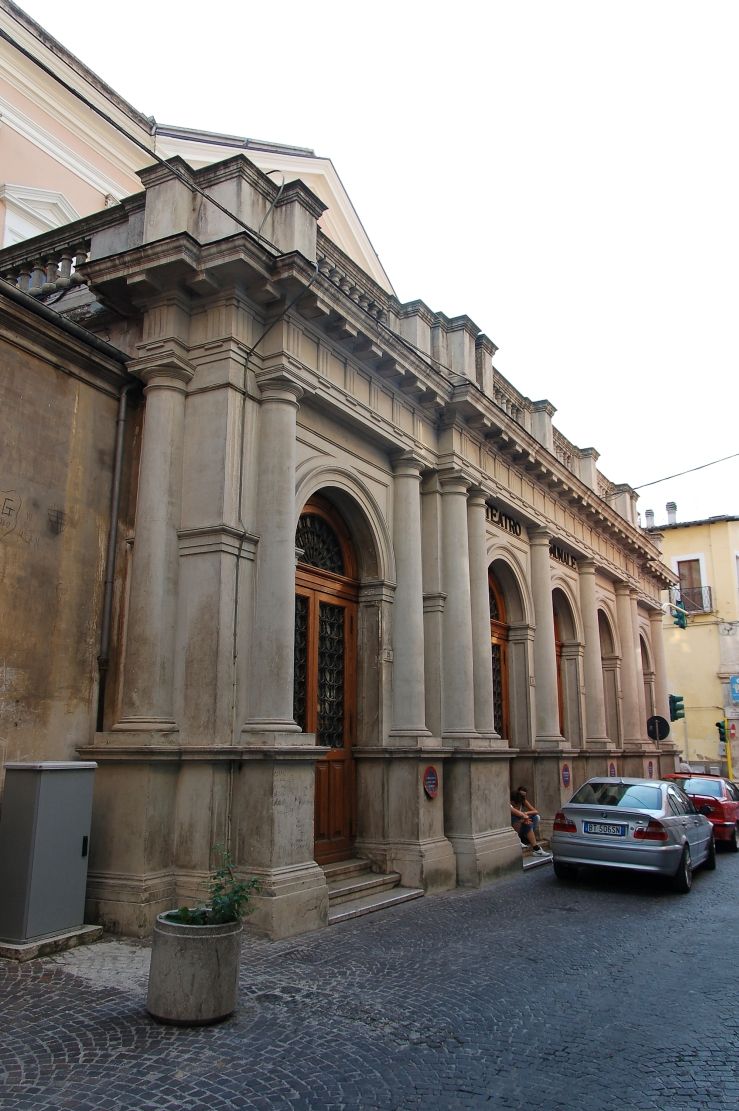
Teatro "Maria Caniglia" a Sulmona.

### Le compagnie teatrali abruzzesi
Nel panorama delle compagnia teatrali abruzzesi, poche notizie si hanno sulle prime fondazioni del secondo Ottocento, e molte di più nel Novecento. Mentre, con la creazione dei teatri d'opera nel secondo Ottocento, quanto a creatività di testi abruzzesi c'era ben poco, si replicavano nell'Ottocento opere di ampio respiro internazionale come quelle di Gioachino Rossini, Gaetano Donizetti, Giuseppe Verdi e via dicendo, dalla prima metà del Novecento in poi fiorì la cultura abruzzese del teatro. Da una parte delle compagnie realizzarono pièces originali, anche di tema serio, ma storicamente, come lo è anche oggi, il tema principale teatrale abruzzese è quello dialettale, ossia della commedia di famiglia di stampo borghese, dove le trame più che altro giocano sul rapporto città-campagna, innovazione-vecchio mondo agricolo, con i canovacci intrisi di lazzi e battute allusive alla cultura locale; e il tema è pieno di variazioni sub-regionali a seconda del luogo d'Abruzzo dove è ambientata, o dove viene composta, la trama del soggetto.
Dal punto di vista storico i due massimi rappresentanti di questo sottogenere teatrale sono stati Cesare Fagiani di Lanciano, Cesare De Titta, Cesare Malpica (Il viaggio in Abruzzo, 1989), Eraldo Miscia ed Espedito Ferrara (Il teatro dialettale, 1981). Dal 1963 invece è stato fondato l'ente del Teatro Stabile d'Abruzzo all'Aquila, riconosciuto ufficialmente nel 2000, che si occupa di contatti internazionali con l'ambiente teatrale.

## Cinema

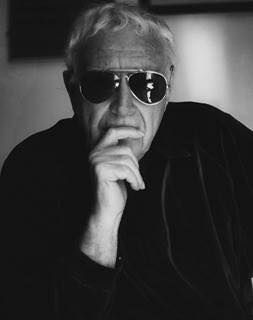
Luciano Odorisio.

L'Abruzzo sin dal primo Novecento è stato usato come set cinematografico dove poter riprendere dal vivo paesaggi naturali di suggestione, visto che ad esempio la piana di Campo Imperatore ricorre sempre nella maggior parte delle pellicole girate fino a oggi nella regione. Dal documentario del 1915 sul terremoto di Avezzano, non subito l'Abruzzo entrò con facilità nel panorama cinematografico internazionale, tanto che veniva usato, insieme con il Molise, come set secondario dove girare alcune scene di lungometraggi di seconda serie, a carattere comico oppure sentimentale. Dopo un'interessante sequenza di Francavilla al Mare prima della distruzione della guerra in Torna caro ideal di Guido Brignone (1939), dove si parla della gioventù del compositore Francescopaolo Tosti, nel 1950 venne girato interamente all'Aquila e dintorni la pellicola La roccia incantata con Dina Sassoli, mentre nel 1949 a Introdacqua veniva girato da Mario Mattoli Signorinella.
Le grandi produzioni, anche americane, vennero in Abruzzo solo dopo le sequenze di Campo Imperatore in ...continuavano a chiamarlo Trinità (1971) con la coppia Spencer-Hill, e i titoli sono Ladyhawke (1985), girato a Rocca Calascio e Pereto, e Il nome della rosa (1986), sempre girato nei pressi di Calascio per alcune sequenze. Purtroppo negli anni '60 l'Abruzzo è stato usato come set di film di serie B, specialmente il paese di Balsorano, molto frequente nelle diverse pellicole, e in pochi casi sono state girate pellicole interamente ambientate nella regione, tra le quali spiccano Parenti serpenti di Monicelli (1992) girato a Sulmona, Sciopèn di Luciano Odorisio (1982) ambientato a Chieti, e Il posto dell'anima di Riccardo Milani (2003). Milani predilige ancora oggi l'Abruzzo, avendoci girato anche La guerra degli Antò (1999), a Montesilvano, e parte di Scusate se esisto! (2014) con scene ad Anversa degli Abruzzi.
Invece nella fiction l'Abruzzo è ricordato per le ambientazioni del romanzo di Silone a Pescina, Roccacasale e Gioia dei Marsi in Fontamara di Carlo Lizzani (1980).
Tra gli attori e i registi abruzzesi di spicco internazionale, si ricordano Guido Celano, Luciano Odorisio, Lino Guanciale, Sara Serraiocco, Maria Pia Casillo, Pia Velsi e Gabriele Cirilli.